# Список эпизодов телесериала «Форс-мажоры»
Список содержания серий американского комедийно-драматического телесериала «Форс-мажоры», выходившего с 23 июня 2011 года по 25 сентября 2019 года на канале USA Network.

## Обзор сезонов
| Сезон | Серии | Серии | Даты показа  | Даты показа      |
| Сезон | Серии | Серии | Первая серия | Последняя серия  |
| ----- | ----- | ----- | ------------ | ---------------- |
| 1     | 12    | 12    | 23 июня 2011 | 8 сентября 2011  |
| 2     | 16    | 16    | 14 июня 2012 | 21 февраля 2013  |
| 3     | 16    | 16    | 16 июля 2013 | 10 апреля 2014   |
| 4     | 16    | 16    | 11 июня 2014 | 4 марта 2015     |
| 5     | 16    | 16    | 24 июня 2015 | 2 марта 2016     |
| 6     | 16    | 16    | 13 июля 2016 | 2 марта 2017     |
| 7     | 16    | 16    | 12 июля 2017 | 25 апреля 2018   |
| 8     | 16    | 16    | 18 июля 2018 | 27 февраля 2019  |
| 9     | 10    | 10    | 17 июля 2019 | 25 сентября 2019 |

## Список серий

### Сезон 1 (2011)
| № общий | № в сезоне | Название                                         | Режиссёр           | Автор сценария | Дата премьеры   | Зрители в США (млн) |
| --- | ---------- | ------------------------------------------------ | ------------------ | -------------- | --------------- | ------------------- |
| 1 | 1          | «Pilot» «Пилот»                                  | Кевин Брэй         | Аарон Корш     | 23 июня 2011    | 4,64                |
| Харви Спектер, один из адвокатов юридической фирмы «Пирсон-Хардман» в Нью-Йорке, наконец, достигает своей цели и становится старшим партнером. Теперь по статусу ему положен персональный помощник. Но правила фирмы таковы, что он должен нанять нового помощника только из Гарвардской юридической школы. На интервью выпускников случайно попадает Майк Росс, убегающий от полиции во время неудавшейся операции по передаче наркотиков. Харви восхищен способностями Майка и его феноменальной памятью, а также его стремлением стать адвокатом. Харви нанимает Майка, несмотря на то, что тот не заканчивал Гарвард. Руководитель фирмы, Джессика Пирсон, заставляет Харви взять бесплатное дело (лат. pro bono) связанное с сексуальными домогательствами. Харви передает дело в руки Майка, хоть и неопытного, но полного энтузиазма. Майк просит помощи у Рэйчел, умной и способной девушки, работающей в фирме помощником юриста. |            |                                                  |                    |                |                 |                     |
| 2 | 2          | «Errors and Omissions» «Ошибки и пропуски»       | Джон Скотт         | Шон Яблонски   | 30 июня 2011    | 3,89                |
| Харви Спектер сталкивается с тем, что судья Грехем отказывается слушать любой из аргументов Харви. Судья убежден в том, что его жена изменила ему со Спектером, и намерен отомстить. Однако Спектер отказался от романа с его женой как раз из опасения подобных проблем. Но жена судьи заметила, что после ложного обвинения в измене интерес мужа к ней вспыхнул с новой силой, и поэтому она отказывается раскрыть судье правду. Луис Литт, младший партнер фирмы, ответственный за работу со стажерами, берет у Майка обязательный анализ на наркотики. После этого сообщает ему, что анализ был положительным. Он шантажирует Майка, чтобы получить расположение престижного клиента - молодого человека возраста Майкла, который не хочет иметь дело с Литтом. Майк находит с клиентом общий язык и приводит его в фирму «Пирсон-Хардман», но в итоге убеждает того вести свои дела не с Литтом, а с Харви. Литт в бешенстве.        |            |                                                  |                    |                |                 |                     |
| 3 | 3          | «Inside Track» «Кратчайший путь к успеху»        | Кевин Брэй         | Аарон Корш     | 7 июля 2011     | 4,53                |
| Харви и Майк пытаются найти лазейку для того, чтобы вытеснить нового генерального директора компании McKernon Motors, одновременно пытаясь убедить одного из самых преданных сотрудников компании, Доминика Бэрона, взять на себя работу исполнительного директора. Майк должен устроить «ужин новичков», как успешно прошедший испытательный срок. Он просит помощи с организацией ужина у Рейчел, которая гораздо лучше его разбирается в ресторанах. Майк пытается убедить своего друга Тревора покончить с продажей марихуаны. |            |                                                  |                    |                |                 |                     |
| 4 | 4          | «Dirty Little Secrets» «Маленькие грязные тайны» | Денни Гордон       | Джон Кован     | 14 июля 2011    | 4,38                |
| В «Пирсон-Хардман» обращается за помощью бывший муж Джессики. Он болен БАС и пытается найти от него лекарство. В этом ему помогает его новая жена. Однако, лекарство, созданное им для удлинения жизни, вредно влияет на печень. Защиту бывшего мужа Джессики доверили Харви. Тем временем Майк работает над своим первым делом, а его секрет под угрозой раскрытия. |            |                                                  |                    |                |                 |                     |
| 5 | 5          | «Bail Out» «Выручить из беды»                    | Кейт Вудс          | Итон Дрогин    | 21 июля 2011    | 4,38                |
| По пути в суд автомобиль Харви попадает в аварию. Таксист подает иск на водителя Харви, который становится на защиту своего шофера в суде. Тревор перестаёт заниматься торговлей наркотиков и просит Майка помочь начать ему новую жизнь. |            |                                                  |                    |                |                 |                     |
| 6 | 6          | «Tricks of the Trade» «Маленькие хитрости»       | Терри МакДона      | Рик Мюйррэгэй  | 28 июля 2011    | 4,44                |
| Майк и Харви проводят расследование: их клиентка обвиняется в продаже информации на сторону. Майк помогает Рэйчел подготовиться к вступительному экзамену для юридических вузов, и пытается скрыть от неё тот факт, что ранее он сдавал тесты за других. |            |                                                  |                    |                |                 |                     |
| 7 | 7          | «Play the Man» «Поступать, как подобает мужчине» | Тим Мэтисон        | Эрика Липез    | 4 августа 2011  | 4,03                |
| Майк принимает участие в «тренировочном» судебном деле, ему противостоит один из протеже Луиса. Харви встречается с Даной Скотт («Скотти») — своей бывшей подругой и однокурсницей. |            |                                                  |                    |                |                 |                     |
| 8 | 8          | «Identity Crisis» «Личностный кризис»            | Норберто Барба     | Итон Дрогин    | 11 августа 2011 | 3,96                |
| Дочь бизнесмена угрожает Майку разоблачением его тайны, если он не заберёт её дело из суда. Харви пытается исправить созданные Луисом проблемы. |            |                                                  |                    |                |                 |                     |
| 9 | 9          | «Undefeated» «Непобедимый»                       | Феликс Алкала      | Рик Мюйррэгэй  | 18 августа 2011 | 4,45                |
| Харви вступает в схватку с наглым юристом, запугивающим свидетелей ради победы в суде. Тем временем кто-то из сотрудников «Пирсон-Хардман» сливает конкурентам список свидетелей. Подозрения падают на Рэйчел. |            |                                                  |                    |                |                 |                     |
| 10 | 10         | «The Shelf Life» «Срок годности»                 | Дженнифер Гезингер | Шон Яблонски   | 25 августа 2011 | 3,82                |
| Майк и Харви должны уволить человека, который работал 9 лет с липовым дипломом. Майк проникается солидарностью к нему, и защищает его, ставя под угрозу свою тайну. Майк и Рэйчел пытаются бороться со своими чувствами друг к другу. Луис провоцирует раскол в отношениях Майка и Дженни, бывшей девушки Тревора. |            |                                                  |                    |                |                 |                     |
| 11 | 11         | «Rules of the Game» «Правила игры»               | Майк Смит          | Джон Кован     | 1 сентября 2011 | 3,96                |
| Окружной прокурор Кэмерон Дэннис, бывший босс и ментор Харви, обращается к нему, когда в его офисе начинается расследование о сокрытии улик. Майк и Луис занимаются делом недвижимости магната и пытаются урегулировать семейную ссору. Дженни подозревает, что Майк что-то скрывает от неё. |            |                                                  |                    |                |                 |                     |
| 12 | 12         | «Dog Fight» «Собачья свора»                      | Кевин Брэй         | Аарон Корш     | 8 сентября 2011 | 3,47                |
| Харви хочет исправить давнюю ошибку молодости, пытаясь освободить из тюрьмы невинно осуждённого. Но новый окружной прокурор больше заинтересован в сохранении имиджа судебной системы, нежели в поисках правды. Тревор узнаёт об отношениях Майка и Дженни, и стремясь отомстить, рассказывает Джессике всю правду о Майке. |            |                                                  |                    |                |                 |                     |

### Сезон 2 (2012—2013)
| № общий | № в сезоне | Название                                     | Режиссёр               | Автор сценария     | Дата премьеры   | Зрители в США (млн) |
| --- | ---------- | -------------------------------------------- | ---------------------- | ------------------ | --------------- | ------------------- |
| 13 | 1          | «She Knows» «Она знает»                      | Майкл Смит             | Аарон Корш         | 14 июня 2012    | 3,47                |
| Майку доверяют вести крупный иск, а Харви должен решить – увольнять Майка или нет, ведь теперь Джессика знает о «гарвардском секрете». Между тем, соучредитель фирмы, Дэниел Хардман, возвращается после пятилетнего отсутствия. За это время у него умерла жена, и теперь, как он уверяет коллег, он стал абсолютно другим человеком. |            |                                              |                        |                    |                 |                     |
| 14 | 2          | «The Choice» «Выбор»                         | Кевин Брэй             | Джон Кауэн         | 21 июня 2012    | 3,80                |
| Джессика объединятся с Харви против вернувшегося Хардмана. Харви пытается убедить отдел Пола Портера вернуться обратно к Джессике и берется помочь им в деле о банкротстве. Но в конечном итоге Харви заходит так далеко, что нарушает инструкции Джессики и начинает действовать своими методами. Хардман пытается перетянуть Луиса перейти на его сторону, с помощью подарков и обещаний назначить старшим партнером. |            |                                              |                        |                    |                 |                     |
| 15 | 3          | «Meet the New Boss» «Встреча с новым боссом» | Майкл Смит             | Эрика Липез        | 28 июня 2012    | 3,88                |
| Харви и Дэниел начинают враждовать во время ведения дела больницы против профсоюза медсестер. Майк оказывается в середине этого поединка. В фирму по делам прибывает Шейла, консультант из Гарварда, которая оказывается женским воплощением Луиса. Рэйчел убеждена, что Майк скрывает от неё какую-то тайну. Донна, секретарша Харви, убеждает Рэйчел оставить чувства к Майку и помогает ей заполнить анкету на сайте знакомств. Рэйчел идет на вступительные экзамены на учебу в юридическом вузе. Харви рассказывает Майку о прошлом Хардмана. |            |                                              |                        |                    |                 |                     |
| 16 | 4          | «Discovery» «Исследование»                   | Кевин Брэй             | Дэниел Аркин       | 12 июля 2012    | 3,70                |
| Трэвис Таннер появляется в фирме и заявляет, что они удерживают доказательства в одном непростом судебном иске. Донна в ужасе: оказывается, она расписалась на документе, изобличающем Харви. В то же время Луис и Майк находят общий язык, работая над одним делом. Но из-за паранойи Луиса может сорваться их едва зародившаяся дружба. |            |                                              |                        |                    |                 |                     |
| 17 | 5          | «Break Point» «Решающий момент»              | Кристофер Мисиано      | Этан Дрогин        | 19 июля 2012    | 3,72                |
| Харви начинает срываться из-за судебного процесса, который является судьбоносным для фирмы. Донна занимается последствиями провалившегося иска, уничтожает документ — и вследствие этого её увольняют. Майк представляет интересы одаренного теннисиста, который хочется избавиться от опеки своего отца-тренера. |            |                                              |                        |                    |                 |                     |
| 18 | 6          | «All In» «Ва-Банк»                           | Джон Скотт             | Карла Наппи        | 26 июля 2012    | 3,89                |
| Харви и Майк ведут дело клиента, проигравшего свою фирму, спустив все деньги в азартных играх. Луис и Рэйчел начинают работать вместе над защитой одного уважаемого учреждения. Джессике предстоит нелегкая работа, чтобы защитить свою фирму. |            |                                              |                        |                    |                 |                     |
| 19 | 7          | «Sucker Punch» «Запрещённый приём»           | Адам Дэвидсон          | Женевьева Спарлинг | 2 августа 2012  | 3,41                |
| На фирму «Пирсон-Хардман» подан иск, и Харви обращается за помощью к своей старой знакомой и бывшей коллеге — Зои Лоуфорд. Зоуи устраивает тренировочный суд, чтобы подготовить персонал к настоящему процессу. Донна признает, что уничтожила документ, но берет адвоката и решает не давать показаний на основании Пятой поправки. |            |                                              |                        |                    |                 |                     |
| 20 | 8          | «Rewind» «Отмотать назад»                    | Феликс Энрикес Алькала | Рик Мураки         | 9 августа 2012  | 3,42                |
| Эпизод показывает события пятилетней давности: Харви продвигается из старших юристов в младшие партнеры вскоре после смерти своего отца. Майк попадает в неприятную ситуацию из-за подделки чужого экзамена. Также открываются подробности ухода Хардмана из фирмы, и обнаруживается персона, которая может быть заинтересована в том, чтобы помочь Джессике перехватить контроль над фирмой в настоящем времени. |            |                                              |                        |                    |                 |                     |
| 21 | 9          | «Asterisk» «Астериск»                        | Дженнифер Гетцингер    | Джастин Пикок      | 16 августа 2012 | 4,00                |
| Луис назначен на должность старшего партнера и его голос становится решающим для будущего своей фирмы. Харви убеждает его поддержать Джессику. После того, как Луис обнаруживает, что 5 лет назад Хардман использовал и подставил его, тот сознается и пытается убедить Луиса что он уже не тот человек. Между тем, Харви защищает телеведущего, который обвиняет восходящую звезду бейсбола в использовании допинга. Донна возвращается в фирму. Рэйчел узнает, что успешно сдала экзамены. Майк покупает для своей бабушки квартиру на свои премиальные, но не успевает сообщить ей об этом: бабушка скоропостижно умирает. |            |                                              |                        |                    |                 |                     |
| 22 | 10         | «High Noon» «Ровно в полдень»                | Кевин Брэй             | Эрика Липез        | 23 августа 2012 | 4,48                |
| Хардман побеждает в голосовании и заменяет Джессику на должности управляющего фирмой. Вместе с Луисом они делают жизнь Харви и Майка невыносимой. Харви курит марихуану вместе с Майком, и Луис, подозревая Харви, требует чтобы тот прошел тест на наркотики. Харви отказывается пройти тест, и на встрече партнеров должны решить вопрос о его увольнении. На этом совещании Майк и Харви предоставляют доказательства о прошлых предательствах Хардамана, в том числе — что он подставил Джессику и Донну. В результате Хардман уволен. На похоронах бабушки Майк встречает свою бывшую подругу Тэсс. Майк хочет развить романтические отношения с Рэйчел, но та просит его подождать. Передумав, она едет к Майку — и застает его в постели с Тэсс. |            |                                              |                        |                    |                 |                     |
| 23 | 11         | «Blind-Sided» «Ослеплённый»                  | Дэвид Платт            | Этан Дрогин        | 17 января 2013  | 3,57                |
| Майк занимается делом Лиама, молодого юноши, который стал жертвой дорожного происшествия, а виновник скрылся. Воспоминания Майка о своих родителях, погибших в похожих обстоятельствах, заставляют его терять хладнокровие по отношению к делу. Харви пытается сблизиться с Зоуи, но у той другие заботы: внезапно умирает её брат и Зоуи должна опекать его маленькую дочь. Луис просит у Шейлы помочь ему завербовать выпускницу, но Джессика внезапно объявляет о «заморозке» найма. Луис уверен, что цель Джессики — наказать его, но на самом деле Джессика хочет предотвратить наём человека, который возможно откроет тайну "гарвардского секрета" Майка.                                                                                        |            |                                              |                        |                    |                 |                     |
| 24 | 12         | «Blood in the Water» «Кровь в воде»          | Роджер Камбл           | Женевьева Спарлинг | 24 января 2013  | 3,75                |
| Харви начинает подозревать плохое, когда его клиент выражает сомнения и опасения по поводу благополучия фирмы «Пирсон-Хардман». Эллисон Холт, которая работает на конкурирующую фирму, устраивает профессиональную атаку на «Пирсон-Хардман», и начинает переманивать лучших партнеров фирмы. Луис сталкивается с гневом Харви: тот все еще зол на то, что Луис голосовал за Хардмана. Луис вымещает свою злобу на Гарольде, младшем юристе, и когда фирма теряет клиента, дело которого вел Гарольд, Луис увольняет его на глазах у всех. Луис обдумывает возможность самому уволиться из фирмы, и встречается с Эллисон. |            |                                              |                        |                    |                 |                     |
| 25 | 13         | «Zane vs. Zane» «Зейн против Зейна»          | Николь Касселль        | Рик Мьюрегай       | 31 января 2013  | 3,36                |
| Урегулирование, которого с трудом добился Харви, под угрозой срыва. Адвокат Роберт Зейн, отец Рэйчел, выступает в качестве оппонента, и резко снижает шансы на соглашение со стороны клиента. Ситуация усложняется, когда Харви привлекает в дело Рэйчел в качестве ассистента. Луис воюет с Катриной Бэннет, новой сотрудницей. |            |                                              |                        |                    |                 |                     |
| 26 | 14         | «He's Back» «Он вернулся»                    | Кевин Брэй             | Дэниел Аркин       | 7 февраля 2013  | 3,07                |
| Дэниел Хармдан возвращается, принося с собой новый иск против фирмы от имени бывшего сотрудника. Харви и Джессика ограничены в действиях из-за соглашения о неразглашении, которое подписала Джессика перед уходом Хардмана. Майк пытается урегулировать ситуацию с бывшим сотрудником, чтобы фирма могла сосредоточиться на важном судебном процессе. |            |                                              |                        |                    |                 |                     |
| 27 | 15         | «Normandy» «Нормандия»                       | Терри МакДонох         | Джон Кован         | 14 февраля 2013 | 2,90                |
| Сражаясь на нескольких фронтах, при очень истощенных ресурсах, Джессика задумывается о слиянии с британской фирмой Эдварда Дарби, в которой работает Скотти, бывшая любовница Харви. У Майка развиваются не очень хорошие рабочие отношения с Катриной. Рэйчел узнает, что её не приняли в Гарвард. |            |                                              |                        |                    |                 |                     |
| 28 | 16         | «War» «Война»                                | Джон Скотт             | Аарон Корш         | 21 февраля 2013 | 3,20                |
| Фирма Дарби соглашается на слияние, тем самым разрушая планы Харви на будущее его карьеры. Луис пытается сработаться с Найджелом, старшим партнером из новой компании. Харви заключает пари с Эдвардом Дарби: если Майк выиграет новое дело, то слияния не будет. Джессика узнает об этом, и угрожает Майку разоблачением, если тот выиграет дело. Майк проигрывает, и Харви обвиняет его в нелояльности. Майк наконец рассказывает Рэйчел о том, что никогда не учился в Гарварде. Разговор заканчивается тем, что они занимаются сексом. |            |                                              |                        |                    |                 |                     |

### Сезон 3 (2013—2014)
| № общий | № в сезоне | Название                                          | Режиссёр          | Автор сценария            | Дата премьеры    | Зрители в США (млн) |
| --- | ---------- | ------------------------------------------------- | ----------------- | ------------------------- | ---------------- | ------------------- |
| 29 | 1          | «The Arrangement» «Договорённость»                | Кристофер Мизиано | Аарон Корш                | 16 июля 2013     | 2,93                |
| Слияние закончено. Дарби требует у Джессики, чтобы делом главы нефтяной компании, Эвы Хесингтон, занимался Харви. Ее обвиняют в подкупе госслужащих для постройки трубопровода. Эва не отрицает этого, но говорит, что такие вещи проворачивают абсолютно все нефтяные компании, но обвинения достались только ей. Она может потерять свободу, если Харви не выиграет дело. Между тем оказывается, что между Дарби и Эвой имеются особые отношения. Майк пытается вернуть доверие Харви, а также пытается выяснить, как относится к нему Рэйчел после его признания. Ему снятся кошмары о том, как Рейчел разоблачает его. Рейчел говорит, что никогда бы так не сделала, и предлагает ему уволиться. Однако, когда Майк идет к Джессике, чтобы обсудить свое увольнение, она предлагает ему занять отдельный кабинет. Рейчел продолжает настаивать на увольнении Майка. Он подписывает прошение об увольнении, но его замечает Луис и отговаривает Майка от этого шага. Луис обнаруживает, что новый ответственный за снабжение, некая Барбара Л. Тотингем, лишила его любимых ручек и малиновых батончиков, и решает сам стать ответственным за снабжение. Луис просит об этом Дарби, и тот разрешает ему занять эту должность. Однако оказывается, что невозможно одновременно быть ответственным за снабжение и ассистентов. Командование над ассистентами переходит таким образом в руки Найджела - он и есть Барбара Л. Тотингем. Майк готов вернуть Джессике свой новый кабинет, лишь бы вернуть доверие Харви. Харви заключает с Дарби новую сделку - в случае успеха он уже не хочет увольнения, а хочет стать управляющим партнером вместо Джессики. |            |                                                   |                   |                           |                  |                     |
| 30 | 2          | «I Want You to Want Me» «Я хочу тебя к себе»      | Роджер Кумбл      | Джон Кован                | 23 июля 2013     | 2,88                |
| После того, как Луис лишился должности наставника стажеров, Джессика разрешает ему взять ассистента. Он хочет в помощники Майка, и Харви говорит, что не против. Луис просит Майка помочь ему в деле об отчуждении собственности, которое кажется проигрышным. Луис предлагает Майку партнерство, в рамках которого они оба будут равными, тогда как Харви продолжает утверждать, что между ним и Майком все кончено. В процессе совместной работы они находят лазейку, которая позволяет владельцу ресторана избежать отчуждения. Майку нравится работать с Луисом. Луис говорит ему, что Майк - наполовину Луис, наполовину Харви: любит закон и порядок, но любит и побеждать. Харви занят делом Эвы Хэсингтон и пытается уберечь её от тюрьмы. Дело усложняется его бывшим руководителем окружным прокурором Манхэттена Кэмероном Дэннисом, который хочет победы над Харви любой ценой. Кэмерон шантажом заставляет Ника, протеже Эвы, свидетельствовать против нее. Харви говорит с Ником лично, а потом с помощью Джессики изобретает план действий, который позволяет добиться соглашения. Дело переходит в суд. Эва остается на свободе, но Харви не полностью доволен условиями сделки - Эва должна признать свою вину и уплатить штраф 50 млн. Донна и Рэйчел помогают Майку вернуть доверие Харви. В конце концов, они мирятся. Луис остается без ассистента. |            |                                                   |                   |                           |                  |                     |
| 31 | 3          | «Unfinished Business» «Незаконченное дело»        | Антон Кроппер     | Этан Дрогин               | 30 июля 2013     | 2,47                |
| Эву Хэсингтон арестовывают: Кэмерон использует ее признание вины в даче взятки. Он хочет вменить Еве ответственность за убийство шести человек, которое совершил подкупленный ею полковник. Харви и Майк освобождают её, но при этом оба верят в то, что она виновата в убийствах. Харви просит Луиса представлять компанию Эвы и спасти её от поглощения. Катрина хочет работать с Луисом по этому делу, но он больше не хочет, чтобы помощники двигались наверх за его счет и забывали о нем, и отказывает ей в сотрудничестве. После этого Катрина пытается начать работать на Харви, но Донна и Майк ставят её на место. Катрина устраивает Майку розыгрыш, тем самым окончательно опротивев Харви, и Луис все-таки дает ей работать над делом. Майк и Рейчел становятся парой. Адвокат Стивен Хантли, из персонала Дарби, флиртует с Донной. Харви рассказывает Майку о своих планах смещения Джессики с должности управляющего партнера. |            |                                                   |                   |                           |                  |                     |
| 32 | 4          | «Conflict of Interest» «Конфликт интересов»       | Майкл Смит        | Дэниел Аркин              | 6 августа 2013   | 2,99                |
| Джессика хочет сместить Эву с места президента компании «Хесингтон Ойл», но Дарби и Харви против. Катрина и Майк работают вместе над поглощением фирмы «Гианаполис Холдинг». Они обнаруживают, что поглощение «Хесингтон Ойл» поставит их фирму в неприятную ситуацию. Используя эту информацию, Луис предлагает Джессике убедить совет «Хесингтон Ойл» уволить Эву, заставив их поверить в причастности Эвы к убийствам, и заодно сохранить за «Пирсон-Дарби» место адвокатов фирмы. Однако, в процессе эксперимента с подставными лицами, Майк и Харви убедились, что Эва невиновна. Она призналась, что заплатила 100 млн долларов взятки, только чтобы предотвратить убийство невинных людей. Майк показывает видео с выступлением Эвы Катрине, а та - Луису. Все они верят в невиновность Эвы. Назревает конфликт между Джессикой, с одной стороны, и Харви и Дарби, с другой. Джессика не позволяет Луису рассказать совету правду, таким образом окончательно решая судьбу Эвы: совет увольняет её. Стивен сперва пытается добиться внимания Донны с помощью дорогой машины, затем - вызвав ревность комплиментами в адрес Рейчел. В итоге Донна принимает его приглашение в театр и на романтический ужин. Майк и Рейчел признаются в любви друг к другу. В натянутых отношения Катрины и Майка наступает перемирие. |            |                                                   |                   |                           |                  |                     |
| 33 | 5          | «Shadow of a Doubt» «Тень сомнения»               | Феликс Алкала     | Женевьева Спарлинг        | 13 августа 2013  | 2,79                |
| Стивен убеждает Харви что несмотря на то, что Эва потеряла свою компанию, выигрыш в суде по обвинение Эвы в убийстве уже достаточен для возможности сместить Джессику. Кэмерон отказывается отклонять обвинения и передает дело в суд. Харви и Стивен угрожают Тони Гианаполису завалить его судебными исками, если он не признается в том, что Кэмерон был в сговоре с ним, желая убрать Эву с должности президента компании. Гианаполис не напуган, и Стивен за спиной Харви угрожает дочери Гианаполоса. Тот, разгневавшись, начинает намеренно сбрасывать акции «Хесингтон Ойл», тем самым понижая ценность компании. Харви и Джессика планирую восстановить Эву в должности президента компании, в обмен на признание Гианаполиса в том, что Кэмерон подкинул ему материал, намеренно изобличающий Эву. Несмотря на новые доказательства, Кэмерон отказывается отзывать суд, даже зная что шансы на выигрыш невелики. У Донны и Стивена продолжается роман. Но Стивен пользуется Донной в качестве аргумента, во время спора с Харви, тем самым очень её разозлив. Луис и Найджел пытаются перехватить друг у друга контроль над ассистентами. Майк и Рейчел работают над делом бухгалтера, присвоившего капиталы клиента. Майк узнает от отца Рейчел о её решении поступить в Стэнфорд. Джессика рассказывает Харви о решении сделать его именным партнером. Харви раздумывает о её мотивах. |            |                                                   |                   |                           |                  |                     |
| 34 | 6          | «The Other Time» «Другое время»                   | Джон С. Скотт     | Рик Мараки                | 20 августа 2013  | 2,76                |
| Флэшбек на 10 лет назад. Харви, по совету своего отца и Донны, увольняется из офиса окружного прокурора, по причине этического нарушения, спровоцированного Кэмероном. Забирая Донну с собой, он уходит работать на Джессику. Харви и Донна проводят вместе ночь, и решают что они не будут больше об этом вспоминать, так как им хочется работать вместе. В то же время Майк, тогда еще старшеклассник, получает письмо о поступлении в Гарвард. Он продает результаты экзамена по математике, чтобы закрыть долг для его друга Тревора, который уже тогда торговал наркотиками. Оказывается, что ответы на экзамен купила дочь директора, и директор, узнав правду, подписал собственное увольнение, чтобы избежать скандала. Директор исключает Майка из колледжа, попутно направив в Гарвард уведомление, чтобы Майк никогда не смог туда поступить. В настоящем времени Харви рассказывает Джессике о его сделке с Дарби, и отказывается от должности именного партнера. Но Джессика стоит на своем. Харви признается Донне, что ему мешает тот факт, что она спит со Стивеном. Рейчел едет на интервью в Стэнфорд, и Майк обещает поддержать её в любом решении. Харви и Майк считают, что они добились оправдания Эвы, но Кэмерон все еще настаивает на суде: у него появляется свидетель, и Кэмерон уверяет что его привел... Стивен Хантли. |            |                                                   |                   |                           |                  |                     |
| 35 | 7          | «She's Mine» «Она моя»                            | Антон Кроппер     | Пол Редфорд               | 27 августа 2013  | 2,79                |
| План по защите Эвы дает сбой: она скрыла факт телефонного звонок от полковника, который теперь дает показания и утверждает, что Эва заплатила ему за убийства. Джессика забирает дело себе, и игнорируя советы Харви, продолжает стоять на том, что Ник дал приказ об убийстве. Майк приходит в офис Кэмерона, якобы обсудить сделку о признании вины, но на самом деле, чтобы запомнить документы, и выяснить, что связывает Кэмерона и Ника. Стивен продолжает вмешиваться в дело, и после того как Донна вычисляет по счетчику ксерокса, что Стивен скопировал текст показаний полковника, она обрывает роман.Майк выясняет, что Стивен и полковник 20 лет назад играли в регби в одной команде, и Стивен самолично заплатил полковнику взятку; Эва и Ник не знали об этом. Харви застает Стивена одного в мужском туалете, и бьет его по лицу. Луис не желает расставаться с кошкой Найджела, которую тот дал ему на передержку во время командировки. Луис заставляет Найджела участвовать в псевдосудебном процессе с участием ассистентов, и Рэйчел в качестве адвоката. Найджел неожиданно приводит на суд уволенного ранее Гарольда, чтобы тот дал показания против Луиса. Но в результате показания оборачиваются в пользу Луиса, и тот обретает опекунство над кошкой. По настоянию Рэйчел, Луис возвращает Найджелу кошку, в обмен на контроль над ассистентами. Рэйчел узнает что её зачислили в Колумбийский Университет. |            |                                                   |                   |                           |                  |                     |
| 36 | 8          | «Endgame» «Конец игры»                            | Майкл Смит        | Джастин Пикок             | 3 сентября 2013  | 3,52                |
| Джессика и Харви сообщают Дарби, что Стивен заказал убийство. Дарби признается что знал об этом, но ничего не сделал, боясь, что это повредит Эве. Дарби вынужден уволить Стивена, но его готовность честно свидетельствовать все еще не доказывает напрямую виновность Стивена. Харви призывает Стивена к ответу, но Кэмерон отказывается верить в его вину и шансы Эвы на оправдание малы. Харви, зная страсть Кэмерона не только к правосудию но и к победе, просит Майка найти Клиффорда (человека, ранее невинно осужденного Кэмероном за убийство). Дарби советует Джессике умерить гнев, и она продолжает работать с Харви над решением проблемы Эвы. Дарби согласен получить 5 лет условно и свидетельствовать против Стивена. Кэмерон обрушивает всю ответственность на Эву, Донна присутствует при аресте Стива. В последний момент Дарби узнает, что часть его наказания - потеря лицензии юриста. Он позволяет Джессике расформировать слияние. Луис вновь главенствует над ассистентами. Он идет в офис Гарольда и возмущается его показаниями на псевдосуде. |            |                                                   |                   |                           |                  |                     |
| 37 | 9          | «Bad Faith» «Недобросовестность»                  | Кристофер Мисиано | Итан Дрогин               | 10 сентября 2013 | 2,95                |
| Начинается разделение фирмы. Луис убеждает Джессику дать ему управлять процессом, мотивируя тем, что она и Харви будут слишком эмоционально вовлечены. Но когда Дарби посылает Найджела на переговоры с Луисом, тот проваливает весь план Джессики по поражению Дарби. Майк просит Рэйчел переехать к нему (в квартиру, которую покупал для бабушки), но оба начинают ссориться по бытовым проблемам. Луис и Катрина разрабатывают план: расширить взаимодействие с «Гианаполис Холдинг», что поможет увеличить долю фирмы после раставания с Дарби. Харви посылает Майка к Роберту Зейну, отцу Рэйчел, чтобы потребовать у того заплатить за соглашение «Фолсом Фудс». Зейн не соглашается, пока не узнает об отношениях Майка и Рэйчел; он восхищен наглостью Майка, но Рэйчел это приводит в ярость. Она сообщает Майку, что идет учиться в Стэнфорд. Дарби назначает Дану Скотт своим новым переговорщиком, обещая ей именное партнерство в случае успеха. Она умоляет Харви исключить соглашение о Фолсом Фудс из переговоров, напоминая об их чувствах друг к другу и о том как она помогла ему с делом «Хесингтон Ойл». Харви убеждает Джессику согласиться, убеждая её в том, что фирма не выиграет, имея такого врага, как Дарби. Вскоре выясняется, что «Хесингтон Ойл» увольняет фирму, и Харви возмущен, думая что Скотти подставила его. Воодушевленный Катриной, Луис предлагает Харви его план по Гианаполису. Гианаполис согласен перейти на сторону «Пирсон-Спектер». Но потом выясняется, что увольнение было провоцировано Эвой, которая еще и подает иск на фирму за противозаконные действия.                                             |            |                                                   |                   |                           |                  |                     |
| 38 | 10         | «Stay» «Остановка»                                | Кевин Брэй        | Рик Мараки                | 17 сентября 2013 | 3,16                |
| Новый адвокат Эвы, Трэвис Таннер, пытается уговорить Харви на сделку, между тем совершая нападки на Скотти. Он заставляет Стивена подписать документ, утверждающий что она была замешана в преступлениях Эвы, но Донна успевает нейтрализовать этот ход, навестив Стивена в тюрьме и выудив у него признание о лжи; Стивен не знал что весь разговор был записан на диктофон. Харви извиняется перед Эвой за его провалы, но стоит на том, что действовал только в защиту её интересов. Она соглашается отозвать иск. Харви просит Скотти работать с ним в «Пирсон-Спектер», а также войти в его жизнь в качестве его девушки. Джессика узнает об отношениях Майка и Рэйчел. Она заставляет Рэйчел подписать документ, в котором говорится что она знает о «гарвардском секрете» Майка, боясь что Роберт Зейн узнает о делах фирмы. Рэйчел подписывает документ, требуя взамен чтобы Джессика отступилась от гарвардского правила в её случае, чтобы она смогла работать ассистентом после учебы. Рэйчел решает что она пойдет в Колумбийский университет. Луис возобновляет роман с Шейлой, и говорит ей что хочет быть только с ней. Она ненадолго оставляет Луиса одного в комнате с картотекой выпускников Гарварда; Луис начинает копаться в папках, и удивлен, не найдя там папки Майка Росса. |            |                                                   |                   |                           |                  |                     |
| 39 | 11         | «Buried Secrets» «Похороненные секреты»           | Чери Ноулан       | Эрика Липез               | 6 марта 2014     | 2,27                |
| Майк и Рейчел решают жить вместе. Майк берется за дело где адвокатом другой стороны является Ник Реналди (заплативший компенсацию за смерть его родителей). Луис пытается докопаться до правды и по совету Донны запрашивает в Гарварде табель успеваемости. Майку мешают воспоминания о родителях и он почти проигрывает переговоры, но Харви вовремя подключается к делу. Скотти пытается заполучить клиента для «Пирсон-Спектер», которого не смог привести Харви. Донна переубеждает Луиса рассказывать Шейле, что тот не нашел в архиве личное дело Майка. Харви признается Скотти, что заплатил за то чтобы Джессика согласилась взять ее на работу. Луис начинает догадываться о тайне Майка. |            |                                                   |                   |                           |                  |                     |
| 40 | 12         | «Yesterday's Gone» «Вчерашнее ушло»               | Антон Кроппер     | Женевьева Спарлинг        | 13 марта 2014    | 2,27                |
| Луис угрожает Майку разоблачением, вызвав профессора Генри Джерарда, по предмету которому в табеле у Майка стоит А+, но профессор никогда не ставил никому оценки выше А. Джессика рассказывает Харви, что умер ее бывший муж и он назначил их соисполнителями его завещания. Лиза хочет продать компанию Квентина, но Джессика против такого решения и Харви предлагает ей самому заняться оценкой предложения. Майк и Рейчел придумывают план, как переубедить Луиса, но план проваливается. Харви приходится лететь в Бостон. Джессика соглашается на продажу компании Квентина, но при определенных условиях. Попытка Харви помочь Майку проваливается. На Джессику подают в суд, оспаривая ее в качестве соисполнителя завещания. Луис решается не сдавать Майка. |            |                                                   |                   |                           |                  |                     |
| 41 | 13         | «Moot Point» «Спорный вопрос»                     | Кевин Брэй        | Дэниел Аркин              | 20 марта 2014    | 2,35                |
| Майк хочет сделать подарок Харви в знак благодарности и просит совета у Донны. Скотти берется за работу, отбирая при этом дело у Луиса. Майк преподносит Харви в подарок дело, адвокатом оппонента которого является его бывший соперник, который три года подряд выигрывал у него на "тренировочных" судах в Гарварде. Луис преподносит Скотти подарок взамен на дело его клиента, но она отказывает и начинает действовать за его спиной. Харви и Майк работают над делом, но все оказывается сложнее, и им приходится блефовать, чтобы заполучить материалы у стороны оппонента. Луису удается очернить Скотти на переговорах с клиентом. Майк понимает, что ему нельзя светиться в прессе. Луис просит у Харви помощи против Скотти. |            |                                                   |                   |                           |                  |                     |
| 42 | 14         | «Heartburn» «Ревность»                            | Джеймс Уитмор мл. | Аарон Корш и Эрика Липез  | 27 марта 2014    | 2,53                |
| Луису стало плохо во время процесса. Рейчел пришел счет за обучение, и ей трудно обратиться за деньгами в фирму. Тони Гианаполис обращается в «Пирсон-Спектер» по делу об уходе сотрудника. Помощник Тони Джонатан Сидвелл тоже решил уйти, и Майк подсказал ему, как можно обойти ограничения. Джессика отказывает Рейчел в оплате обучения. Луис делает Шейле предложение. Тони узнает о совете Майка и угрожает Харви увольнением фирмы. Майк находит способ, как удержать Джонатана в компании Тони против его воли. Шейла и Луис ссорятся по поводу будущего места жительства. Майк понимает, что не хочет работать нелегально, и идет за советом к Харви. Майк снова помогает Джонатану, и получает от него интересное предложение. Луис узнает, что Шейла не хочет детей. |            |                                                   |                   |                           |                  |                     |
| 43 | 15         | «Know When to Fold 'Em» «Знать, когда сломить их» | Антон Кроппер     | Джон Кован                | 3 апреля 2014    | 2,50                |
| Майкл обдумает предложение Джонатана и просит совета Харви. Харви советует принять предложение Джонатана. Харви и Скотти сорятся. Донна уговаривает Харви дать понять Майклу, что он важен для него. |            |                                                   |                   |                           |                  |                     |
| 44 | 16         | «No Way Out» «Выхода нет»                         | Майкл Смит        | Аарон Корш и Дэниел Аркин | 10 апреля 2014   | 2,40                |
| Майкла вызывают на допрос в прокуратуру. Допрос связан с подкупом свидетелей по делу Эвы. Прокурору Эрику Вудаллу нужен Харви, но Майкл отказывается дать показания против в него. Прокуратора также вызывает на допрос Гарольда. У Гарольда сдают нервы и он соглашается сотрудничать с прокуратурой. В дело вступает Луис и все улаживает. Майкл ещё раз обдумывает предложение Джонатана и принимает его. Харви рассказывает секрет Майкла Скотти, но она все равно уходит из фирмы. |            |                                                   |                   |                           |                  |                     |

### Сезон 4 (2014—2015)
| № общий | № в сезоне | Название                                               | Режиссёр          | Автор сценария                                | Дата премьеры   | Зрители в США (млн) |
| --- | ---------- | ------------------------------------------------------ | ----------------- | --------------------------------------------- | --------------- | ------------------- |
| 45 | 1          | «One-Two-Three Go…» «Раз-два-три поехали...»           | Антон Кроппер     | Аарон Корш                                    | 11 июня 2014    | 2,50                |
| Прошло три месяца. Майк работает на Джонатана Сидвелла, но Джонатан недоволен его работой. У Майка появляется идея для своего продвижения, но Харви не принимает её всерьёз, поэтому Майк отказывается работать с Харви. В этот момент с такой же идеей приходит Логан Сандерс и из-за конфликта интересов Харви не может представлять Майка. В фирму с предупреждением о наступлении Эрика Вудалла приходит Джефф Малоун и хочет место старшего партнера, чтобы помочь «Пирсон-Спектер» в борьбе с ним. Катрина делает визитку с надписью «Пирсон-Спектер-Литт» и дарит её Луису. Рейчел соглашается помочь Харви в борьбе с Майком, но огорчается что придется работать на Логана Сандерса, с которым у неё был роман в прошлом. |            |                                                        |                   |                                               |                 |                     |
| 46 | 2          | «Breakfast, Lunch and Dinner» «Завтрак, ланч и обед»   | Роджер Кумбл      | Женевьева Спарлинг                            | 18 июня 2014    | 2,65                |
| Джефф Малоун - новый старший партнер фирмы «Пирсон-Спектер», что не нравится Луису Литту. У них возникает конфликт из-за работы над одним делом. Харви и Логан предлагают Майку сделку, но переговоры выходят из-под контроля и Майк отказывается, но выдает свое слабое место. Джонатан Сидвелл недоволен действиями Майка, и тот решил пойти на сделку, но было уже поздно. Тогда Майк отправляетя к клиенту и уговоривает его вложить деньги в пенсионный фонд, что помогло им выиграть первый раунд в борьбе. Джессика решила отдать Луису угловой офис, чтобы показать, как он важен для фирмы. |            |                                                        |                   |                                               |                 |                     |
| 47 | 3          | «Two in the Knees» «Двое на коленях»                   | Антон Кроппер     | Крис Дауни                                    | 25 июня 2014    | 2,76                |
| Логан Сандерс все время говорит Харви, что его слишком близкие отношения с Майком вредят делу. Тем временем Луис пытается войти в доверительные отношения с Джеффом. Джефф всеми способами пытается заставить Джессику работать вместе над делом. Логан вынуждает Харви нанять частного сыщика, чтобы тот копал под Майка. Вместо этого Харви рассказывает про прошлое Майка Уолтеру Гиллису и тот разрывает партнерство. Логану этого мало. Харви просит Рейчел уговорить Майка отступить. |            |                                                        |                   |                                               |                 |                     |
| 48 | 4          | «Leveraged» «Залог»                                    | Кевин Брэй        | Нора Цуккерман и Лилла Цуккерман              | 9 июля 2014     | 2,42                |
| Эрик Вудалл с помощью Шона Кэхилла из КЦББ начинает свою атаку против клиентов «Пирсон-Спектер». Джонатан даёт Майку неделю на поиски нового инвестора, угрожая увольнением. Рейчел помогает Логану подобрать новое предложение для правления. Луис пытается снять запрет на покупку акций «Гиллис Индастриз» и помешать Майку получить инвестирование. Майк предлагает сделку Чарльзу Форстману. Тот соглашается, при условии, что из сделки исключат Джонатана Сидвелла. Джессика и Мелоун убеждают Кэхилла закрыть дела. Но он не прекращает преследование «Пирсон-Спектер». |            |                                                        |                   |                                               |                 |                     |
| 49 | 5          | «Pound of Flesh» «Причитается по закону»               | Кристофер Мисиано | Дэниел Аркин                                  | 16 июля 2014    | 2,33                |
| Харви и Джессика с помощью Мэлоуна ищут способ обойти запрет на покупку акций «Гиллис Индастриз». Донна готовится к выступлению в любительском театре. Луис ей в этом помогает. От усталости Рейчел падает в обморок и попадает в больницу. Майкл и Харви вместе ужинают и переносят торги, но в это время акции выкупает Джессика. Майкл отказывается от денег Чарльза, но их уже взял Джонатан. Кэхилл обвиняет Харви и Майкла в сговоре. |            |                                                        |                   |                                               |                 |                     |
| 50 | 6          | «Litt the Hell Up» «Соберись, Луис Литт»               | Силвер Три        | Рик Мьюрегай                                  | 23 июля 2014    | 2,70                |
| Рейчел едет к Логану, чтобы расставить все точки, но совершает ошибку. Логана вызывают в КЦББ на допрос. Джессика просит Луиса перепроверить работу Джеффа. Он находит ошибку, что позволяет избавиться от акций. Их выкупает Форстман. Луис идёт на соглашение с Чарльзом и закрывает сделку Харви. Форстман предлагает работу Майку. |            |                                                        |                   |                                               |                 |                     |
| 51 | 7          | «We're Done» «Мы закончили»                            | Чери Ноулан       | Аарон Корш, Дэниел Аркин и Женевьева Спарлинг | 30 июля 2014    | 2,81                |
| Майка увольняют. Джессика предлагает Луису выбрать себе награду. Харви хочет вернуть Майка в фирму. Рейчел признается в своей ошибке. Она не хочет иметь ничего общего с Логаном. Луис в качестве своей награды возвращает Майка в «Пирсон-Спектер». Харви отказывается быть адвокатом Логана. |            |                                                        |                   |                                               |                 |                     |
| 52 | 8          | «Exposure» «Разоблачение»                              | Джон Скотт        | Джастин Пикок                                 | 6 августа 2014  | 2,58                |
| Майк уходит из дома. Луис пытается скрыть свою незаконную сделку. Картина рассказывает Майку, чем пожертвовал Луис ради возвращения Майка на работу. Джессика и Харви пытаются обхитрить Шона Кэхилла. Логан Сандерс идёт на сделку с Кэхиллом. Харви и Джессика отдают файлы по сделке и в ответ подают иск о злонамеренном преследовании. Рейчел ставит ультиматум Майку. Луису приходится признаться. |            |                                                        |                   |                                               |                 |                     |
| 53 | 9          | «Gone» «Ушедший»                                       | Джеймс Уитмор мл. | Кайл Лонг                                     | 13 августа 2014 | 2,58                |
| Харви и Майкл пытаются отвлечь Кэхилла, чтобы он не добрался до файлов Луиса. Джессика даёт задание Джеффу узнать все про Эрика Вудалла. Шон начинает вызывать всех для показаний в процессе расследования КЦББ, подвергая опасности сотрудников. Харви и Майк ищут связь между Форстманом и Вудаллом. «Пирсон-Спектер» сталкивают Шона и Эрика лбами. |            |                                                        |                   |                                               |                 |                     |
| 54 | 10         | «This is Rome» «Это Рим»                               | Роджер Кумбл      | Крис Дауни                                    | 20 августа 2014 | 2,76                |
| Майк, Рейчел и Донна собирают вещи Луиса. Джессика даёт Катрине второй шанс. Майкл и Харви решают новую проблему, как не лишиться «Версалайф». Луис хочет переехать в Бостон, чтобы быть с Шейлой, но она его не принимает. Харви и Майк ищут ему новую работу. Луис хочет увести фирму «Версалайф» из «Пирсон-Спектер», чтобы получить работу в фирме Роберта Зейна. Майкл находит способ вернуть компанию. Джессика увольняет Катрину. Луис узнает тайну Майка. |            |                                                        |                   |                                               |                 |                     |
| 55 | 11         | «Enough Is Enough» «Достаточно значит достаточно»      | Гэбриел Махт      | Нора Цукерман                                 | 28 января 2015  | 1,87                |
| Луис становится именным партнёром, фирму переименовывают в «Пирсон-Спектер-Литт». Луис хочет сломать Майка, чтобы он уволился. Литт объявляет войну фирме. Зейн просит одолжение у Харви. Он должен убедить Скотти подписать мировую. Джессика и Харви заставляют Луиса держать рот на замке. |            |                                                        |                   |                                               |                 |                     |
| 56 | 12         | «Respect» «Уважение»                                   | Антон Кроппер     | Женевьева Спарлинг                            | 4 февраля 2015  | 1,67                |
| В офис приходит профессор Генри Джерард и обращается к Харви за помощью. Его обвиняют в получении взятки, но деньги он выиграл в казино. Луис требует одного из клиентов Харви, чтобы продолжать хранить секрет. Майк допрашивает Джерарда, тот начинает путаться в показаниях, и Росс понимает, что он врет. Оказывается, что он получил взятку от студента. Рейчел помогает Литту выкрутиться, но Луис опять обижает её. Донна высказывает Луису, что пора становиться частью команды и перестать всех доводить. |            |                                                        |                   |                                               |                 |                     |
| 57 | 13         | «Fork in the Road» «Развилка на дороге»                | Майкл Смит        | Рик Мюйррэгэй                                 | 11 февраля 2015 | 1,46                |
| Флешбэк: 6 лет назад. Майкл работает курьером и встречается с девушкой Клэр, а Харви и Луис борятся за место младшего партнера. Становится известно, почему между Харви и Луисом такие напряженные отношения. Тем временем Майк впервые понимает, насколько он подкован в своем деле. Наши дни. Джессика просит Харви помириться с Луисом. Харви вместе с Луисом и Майком отправляются за город, чтобы оказать помощь клиенту, который для них очень важен. Харви решает использовать представившуюся возможность, чтобы восстановить дружбу между Луисом и Майком. |            |                                                        |                   |                                               |                 |                     |
| 58 | 14         | «Derailed» «Под откос»                                 | Патрик Джей Адамс | Джастин Пикок и Кайл Лонг                     | 18 февраля 2015 | 1,70                |
| Когда Майк берет дело, ставящим под угрозу фирму «Пирсон-Спектер-Литт», Харви должен, решить каким контролем он обладает над своим коллегой. Тем временем, Джессика борется с дистанцией, которую она вынуждена была проложить между собой и Джеффом Мэлоуном. А Луис борется за уважение, которого заслуживает именной партнер фирмы. |            |                                                        |                   |                                               |                 |                     |
| 59 | 15         | «Intent» «Намерения»                                   | Силвер Три        | Дэниел Аркин                                  | 25 февраля 2015 | 1,80                |
| Когда Эван Смит предъявляет новые доказательства, сводящие на нет победу фирмы над «Либерти Рэйл», Майк и Харви должны бороться, чтобы спасти дело. Но потом на фирму нацеливается окружной прокурор Вольф и они сталкиваются с реальной угрозой того, что Донна может сесть в тюрьму. Тем временем, Джессика и Мэлоун пытаются привыкнуть к новым ролям в жизни друг друга. |            |                                                        |                   |                                               |                 |                     |
| 60 | 16         | «Not Just a Pretty Fac» «Не просто хорошенькое личико» | Антон Кроппер     | Аарон Корш                                    | 4 марта 2015    | 1,55                |
| Следователю Комиссии по ценным бумагам никак не удается установить связь между корпоративным рейдером Чарльзом Форсманом и своим нечистым на руку боссом Эриком Вудалом. Харви вынужден вернуться к тому образу жизни, который вел много лет назад. Только так он сможет наконец-то покончить со своими недоброжелателями. Несмотря на то, что Рейчел является помощницей Харви, она понимает, что Майк его человек. Луису приходится столкнуться с непредвиденным кризисом, и на помощь к нему приходит Донна. |            |                                                        |                   |                                               |                 |                     |

### Сезон 5 (2015—2016)
| № общий | № в сезоне | Название                                     | Режиссёр          | Автор сценария                          | Дата премьеры   | Зрители в США (млн) |
| --- | ---------- | -------------------------------------------- | ----------------- | --------------------------------------- | --------------- | ------------------- |
| 61 | 1          | «Denial» «Отказ»                             | Антон Кроппер     | Аарон Корш                              | 24 июня 2015    | 2,13                |
| 62 | 2          | «Compensation» «Компенсация»                 | Майкл Смит        | Аарон Корш                              | 1 июля 2015     | 2,27                |
| 63 | 3          | «No Refills» «Никаких пополнений»            | Антон Кроппер     | Крис Дауни                              | 8 июля 2015     | 2,16                |
| 64 | 4          | «No Puedo Hacerlo» «Я не могу этого сделать» | Силвер Три        | Женевьева Спарлинг                      | 15 июля 2015    | 2,38                |
| 65 | 5          | «Toe to Toe» «Нога в ногу»                   | Кевин Брай        | Нора Цуккерман и Лилла Цуккерман        | 22 июля 2015    | 2,09                |
| 66 | 6          | «Privilege» «Привилегия»                     | Майкл Смит        | Кайл Лонг                               | 29 июля 2015    | 2,16                |
| 67 | 7          | «Hitting Home» «Главное нажатие»             | Роджер Камбл      | Шарин Ротштейн                          | 5 августа 2015  | 2,08                |
| Харви ударил Луиса |            |                                              |                   |                                         |                 |                     |
| 68 | 8          | «Mea Culpa» «Моя вина»                       | Кейт Деннис       | Дэниел Аркин                            | 12 августа 2015 | 2,31                |
| Избитый Луис в гневе хочет подать на Харви в суд. По совету своего психотерапевта Харви пытается помириться с Луисом, рассказав ему о своих чувствах. Луис делает вид, что простил его, и приглашает на встречу, посвященную новому партнерству Майка в фирме — Джессика все-таки согласилась сделать Майка младшим партнером. Там Луис требует отстранить Харви на три месяца, но за Харви неожиданно вступается Джек Солофф. Первое дело Майка в качестве младшего партнера чуть было не оказывается последним: оказывается, адвокат противников знает Майка Росса. Это Клэр Болден, девушка, с которой Майк пытался строить отношения еще когда работал курьером в юридической фирме. Она знает, что Майк не имеет юридического образования. Поэтому на встречи с ней вынуждена ходить Рейчел, но у них возникает конфликт. Донна обнаруживает, что признание Харви о визитах к психотерапевту и панических атаках Луис записал на свой диктофон и хочет обнародовать. Донна говорит, что в этом случае она уйдет от него. Дэниэл Хардман шантажирует Джека Солоффа. Рейчел придумала, как закрыть сделку, но фирма, с которой они подписали контракт, оказывается связана с госзакупками. А это значит тотальную проверку всех причастных к сделке, в том числе Майка. Чтобы избежать этого, Рейчел упрашивает Клэр расписаться в документе, где не стоит имя Майка. Луис раскаивается и пытается отозвать собрание по поводу отстранения Харви, но это уже невозможно. Джек советует Харви быть поближе к народу — его не любят за заносчивость, а от отношения к Харви других партнеров зависит исход голосования. |            |                                              |                   |                                         |                 |                     |
| 69 | 9          | «Uninvited Guests» «Незваные гости»          | Силвер Три        | Крис Дауни                              | 19 августа 2015 | 2,30                |
| На собрании, посвященном отстранению Харви, 8 голосуют «за» и 8 «против» — таким образом Харви остается в офисе. Джек Солофф пытается вернуть в фирму Дэниэла Хардмана: тот готов, если его пустят на испытательный срок, дать фирме очень выгодного клиента. Когда Харви и Джессика выступают против этого, Джек преподносит этот как, словно Джессика готова угодить Харви даже ценой денег других партнеров. Рейчел готовится к свадьбе и постоянно сталкивается с тем, что секрет Майка может быть раскрыт. Сперва мать Рейчел хочет подать объявление в «Таймс», где пишет об учебе Майка в Гарварде. Потом хочет пригласить на свадьбу окружного прокурора и ректора Гарварда. Рейчел говорит что не хочет пышную свадьбу, и они с матерью ссорятся. Джессика, Харви и Луис понимают, что Хардман шантажирует Джека Солоффа, но не могут найти, по какому поводу. Луис предлагает Джессике сделать Солоффа именным партнером. Рейчел хочет рассказать матери правду, Донна отговаривает ее. Хардман угрожает, что если его не примут обратно в фирму, он доведет ее до банкротства. Харви приходит к сидящему в тюрьме Чарльзу Форстману и угрожает ему устроить перевод в гораздо менее комфортабельные условия, если он не оставит «Пирсон-Спектер-Литт» в покое. На это Форстман выдвигает встречное условие — Харви должен уволиться. Майк встречается с Тревором. Тот завязал со своим прошлым и дает Майку совет уволиться и не ждать, когда за ним придут. |            |                                              |                   |                                         |                 |                     |
| 70 | 10         | «Faith» «Вера»                               | Антон Кроппер     | Женевьева Спарлинг                      | 26 августа 2015 | 2,34                |
| Харви не знает, какое решение ему принять: уволиться и спасти фирму или пытаться бороться. Он берет экстренный сеанс психотерапии и пытается разобраться в себе. Показываются эпизоды прошлого Харви, как он раскрывает отцу правду на измену матери; и Майка — как он подростком продолжает переживать смерть родителей. Джессика и Луис пытаются обеспечить на предстоящем голосовании победу Джессики. Хардман обещает Луису, что если тот проголосует за нее — он уничтожит бизнес его сестры Эстер. Последняя надежда Джессики — голос Харви, но никто не может его найти. Голосование начинается без него. Харви приходит, произносит пламенную речь и за Джессику голосуют все, кроме Солоффа. Харви увольняется. Решает уволиться и Майк, чтобы не подвергать больше риску свою жизнь с Рейчел. Его арестовывают у выхода из офиса. |            |                                              |                   |                                         |                 |                     |
| 71 | 11         | «Blowback» «Отдача»                          | Чери Ноулан       | Нора Цуккерман и Лилла Цуккерман        | 27 января 2016  | 1,74                |
| Худшие опасения Майка сбылись. Он был арестован по обвинению в мошенничестве и находится под следствием у беспощадного государственного обвинителя, помощника прокурора США Аниты Гиббс. Между тем, Джессика и Харви должны выяснить, как построить защиту Майка, хорошо зная, что он виновен в преступлении, в котором обвиняется. Рейчел должна подготовить свою семью к новости, что ее жених не тот человек, что он утверждал, и что он скоро может оказаться в тюрьме. |            |                                              |                   |                                         |                 |                     |
| 72 | 12         | «Live to Fight» «Жить чтобы летать»          | Роб Сиденгланц    | Шарин Ротштейн                          | 3 февраля 2016  | 1,51                |
| Майк продолжает находиться под следствием. Харви сложно справляться с этой ситуацией: если Форстман узнает, что Харви не сдержал слово и не уволился, то преследование «Пирсон-Спектер-Литт» будет продолжено. А если об увольнении узнает Анита — Харви не сможет защищать Майка. Их отношение осложняет и то, что они не знают, кто именно написал изобличающее Майка письмо и они винят друг друга. Майк подозревает Скотти, Харви — Тревора. Но оказывается, что ни тот, ни другой этого не делали. Харви понимает, что если Майк его сдаст — это освободит Майка, но Майк отказывается даже думать об этом. Отношения Донны и Рейчел тоже напряжены — обе понимают, что решение Майка не сдавать Харви может стоить тому свободы. Всех затягивает эта ситуация и все находятся в опасности. Анита Гиббс, помощник прокурора, не останавливается, у нее новая цель — доказать вину Джессики и Харви. Луис узнает, кто написал письмо из Гарварда. Это Шейла Саз — она стала подозревать Майка после того, как к ней обратились с просьбой дать интервью о молодом гении из Гарварда. А она поняла, что не только не может найти его резюме — она вообще не помнит такого соискателя. Луис упрашивает ее отозвать письмо, но Шейла отказывает ему. Анита Гиббс привлекает по старому делу отца Донны. Если Донна сдаст Харви — ее отца отпустят. Отец Донны уже совершал в прошлом рискованные сделки с недвижимостью, из-за чего у нее был конфликт с Харви. Майк пытается просить помочь ему профессора Генри Джерарда, на которого у них с Харви есть компромат. Если профессор подтвердит, что Майк был на его курсе и его оправдают — повторно судить по тому же делу его уже не смогут. Профессор Джеррард отказывается. |            |                                              |                   |                                         |                 |                     |
| 73 | 13         | «God's Green Earth» «Земля Господня»         | Антон Кроппер     | Женевьева Спарлинг и Сандра Силверштейн | 10 февраля 2016 | 1,71                |
| Анита Гиббс говорит с Рейчел и угрожает ей тем, что если она использует защиту пятой поправки в суде, чтобы не свидетельствовать против Майка, ей будет закрыт доступ в коллегию адвокатов. Майк просит Скотти открыть дело против сестры Аниты. Скотти отказывает ему. Анита беседует с деканом Рейчел и он обвиняет ее в том, что она не сама писала тесты, а просила сделать это за нее Майка — ее последние результаты гораздо лучше. У Аниты Гиббс новый свидетель. Майк узнает его — это Дэвид Грин, за которого Майк сдавал экзамены в Гарварде. Джеку Солоффу предлагают работу, но не в качестве партнера. Он хочет именное партнерство в «Пирсон-Спектер-Литт», на таких условиях он готов остаться в фирме. Дело осложняется тем, что новых юристов взять негде — поток резюме из Гарварда сократился до трёх предложений, и все они крайне низкого уровня. Луис подозревает месть Шейлы, но причина в судебном деле против фирмы - никто не хочет иметь дело с «Пирсон-Спектер-Литт». Джессика предлагает отменить правило Гарварда. Луис сперва в гневе протестует. Но потом он звонит сперва в Колумбийский университет, потом в Стэнфорд, и везде слышит отказ. С помощью информации, которую Майк получил от Дэвида Грина, им с Харви удается отстоять Рейчел, исключение ей больше не грозит. Луис уговаривает Шейлу улететь в Аргентину на время процесса, чтобы ее не заставили свидетельствовать против Майка в суде. Анита Гиббс выходит на Тревора. |            |                                              |                   |                                         |                 |                     |
| 74 | 14         | «Self Defense» «Самозащита»                  | Патрик Джей Адамс | Кайл Лонг                               | 17 февраля 2016 | 1,58                |
| Майк хочет защищать себя сам. Харви заключает с ним сделку — кто победит на тренировочном суде, тот и будет вести линию защиты. Но на этом суде Харви настолько жестко допрашивает Рейчел, что та убеждает Майка отдать роль защитника Харви — того, кто будет вести допрос, присяжные возненавидят, а Майку нужно их сочувствие. Идет суд над Майком. На перекрестном допросе Тревора он сперва с подачи Гиббс утверждает, что Майк жил у него и не мог учиться в Гарварде. Но Харви заставляет Тревора признаться в зависти Майку, как мотиве оговорить его, и в том что у него договор с Гиббс — показания против Майка или срок за прошлое наркоторговца: еще один мотив давать не правдивые, а нужные Аните Гиббс показания. Затем Гиббс вызывает Донну и почти вынуждает ее признаться в том, что она знала об отсутствии гарвардской степени у Майка. Донна спасается пятой поправкой. Харви вызывает Джимми Кирквуда — тот изменил мнение и дает ложные показания о том, что учился в Гарварде вместе с Майком. |            |                                              |                   |                                         |                 |                     |
| 75 | 15         | «Tick Tock» «Тик-так»                        | Роджер Камбл      | Дэниел Аркин                            | 24 февраля 2016 | 1,73                |
| Присяжные возвращаются, но до объявления решения Майк решает принять одну из предложенных Анитой Гиббс сделок. Какую именно, не озвучивается, но показывают Харви, бегущего к кабинету Гиббс, чтобы попытаться остановить Майка. |            |                                              |                   |                                         |                 |                     |
| 76 | 16         | «25th Hour» «25-й час»                       | Антон Кроппер     | Аарон Корш                              | 2 марта 2016    | 1,71                |
| Майк выбирает тюремное заключение при условии, что Анита Гиббс более не преследует ни Харви, ни кого-либо из «Пирсон-Спектр-Литт». Харви выходит на старшину присяжных и выясняет, что решение было о невиновности Майка, но решает не говорить тому, чтобы уменьшить боль от неверно принятого решения. Майк с Рэйчел решают пожениться на следующий день, но Майк затем отказывается, говоря, что если она захочет, то могут сделать это, когда он выйдет на свободу. В то же время Харви ищет способ аннулировать дело, но терпит неудачу. На утро Джессика, Луис и Донна, придя на работу, обнаруживают, что все сотрудники уволились в связи с уголовным заключением Майка. В последней сцене его показывают перед входом в тюремные ворота. |            |                                              |                   |                                         |                 |                     |

### Сезон 6 (2016—2017)
| № общий | № в сезоне | Название                                         | Режиссёр          | Автор сценария                      | Дата премьеры    | Зрители в США (млн) |
| --- | ---------- | ------------------------------------------------ | ----------------- | ----------------------------------- | ---------------- | ------------------- |
| 77 | 1          | «To Trouble» «За беду»                           | Силвер Три        | Аарон Корш                          | 13 июля 2016     | 1,85                |
| Майк проводит первую ночь в тюрьме. Его сокамерник, Фрэнк Галло, разговаривает с ним всю ночь, и даже одалживает телефон, чтобы позвонить Рейчел. Майк многое рассказывает о деталях дела. А утром оказывается, что у Галло давние счеты с Харви и он долго ждал момента, чтобы поквитаться с ним. Все, что Фрэнк рассказал о себе, ложь, а информация о Майке и Харви у него есть настоящая. Плюс у него теперь есть телефон Рэйчел, которая думает, что общается с Майком. Позвонить и предупредить ее Майк не может. Джессика, Луис и Харви сидят в пустом офисе. Им предъявлен огромный иск - на все дела, к которым когда либо имел отношение Майк. На их компьютерную сеть идет атака - ушедшие партнеры пытаются получить списки клиентов. Потом оказывается что попытки увести клиентов - не худшее что их ждет, бывшие партнеры претендуют на денежные активы фирмы. Но если оплатить иск из этих активов, претендовать будет не на что. |            |                                                  |                   |                                     |                  |                     |
| 78 | 2          | «Accounts Payable» «Кредиторская задолженность»  | Майкл Смит        | Итан Дрогин                         | 20 июля 2016     | 1,65                |
| Майк знакомится со своим настоящим сокамерником - Кевином Миллером. Это он согласился поменяться с Фрэнком Галло на одну ночь, чего Майк ему простить не может - теперь телефон Рейчел есть у Фрэнка. Рейчел пытается увидеться с Майком, но из-за того что они неженаты, шанс у нее есть не раньше чем через месяц. Однако Дона дергает за ниточки, и Рейчел попадает в списки уже на следующий день. Френк говорит Майку, что выманил у Рейчел обнаженные фото и раздал их всем в тюрьме. Они дерутся. Из-за этого Рейчел не может увидеться с Майком. Харви, Джессика и Луис убедили закрыть коллективный иск. Но в зал суда приходит с возражением А. Элиот Стэмпл. В обмен на то, чтобы не мешать урегулированию, он требует у Харви отдать ему картину - его последнее теплое воспоминание о матери. Харви приезжает в тюрьму, и Майк просит дать ему самому разобраться с Фрэнком Галло. Но при выходе из тюрьмы Харви угрожает Фрэнку. Фрэнк в свою очередь угрожает Майку. Харви просит Шона Кэхилла перевести Фрэнка в другую тюрьму. Но тот успевает со своими сообщниками напасть на Майка. Его спасает Кевин Миллер. |            |                                                  |                   |                                     |                  |                     |
| 79 | 3          | «Back on the Map» «Вновь на карте»               | Чери Ноулан       | Рик Мюйррэгэй                       | 27 июля 2016     | 1,78                |
| Клиентом "Пирсон-Спектер-Литт" хочет стать Уильям Саттор. Харви категорически против - это преступник с проблемами с КЦББ. Джессика считает, что его состояние - больше 2 миллиардов - позволяет закрыть на это глаза. Луис никак не может выбрать достойных арендаторов на освободившиеся части офиса. Он выбирает благообразного старичка, но оказывается, что тот руководит группой молодых, наглых и безобразно себя ведущих трейдеров, которые тут же начинают изводить Луиса. Кевина Миллера избивают сообщники Фрэнка Галло. Шона Кэхилл не может перевести перевести Фрэнка в другую тюрьму - он заключил сделку и является информатором. Харви спешит сообщить об этом Майку и из-за этого опаздывает на ужин с Нейтаном Бёрнсом - вторым крупным клиентом, который может спасти его от сотрудничества с Уильямом Саттором. Майк и Кевин не могут написать жалобу о нападении - если они сделают это, их убьют другие заключенные, а защиту им начальство тюрьмы предоставить не в состоянии. Харви договаривается о сотрудничестве с Нейтаном Бёрнсом - Уильям Саттор добивается его отставки и Нейтану нужна помощь. Майк находит лазейку, позволяющую Фрэнку выйти на свободу не через несколько лет, а через 6 недель. |            |                                                  |                   |                                     |                  |                     |
| 80 | 4          | «Turn» «Поворот»                                 | Кристофер Мисиано | Дэниел Аркин                        | 3 августа 2016   | 1,81                |
| Фрэнк согласился на то, чтобы Майк посмотрел его документы о досрочном освобождении, но продолжает вести себя агрессивно. Шон Кэхилл предлагает сделку - Майк сдает Кевина Миллера и выходит на свободу. Как Харви ни пытается уговорить Майка, тот не соглашается. Рейчел участвует в дебатах, где оппонентка использует против нее то, что Майк сидит в тюрьме. В ответ Рейчел добывает компрометирующие сведения о ней самой и заставляет признать поражение в дебатах. Рейчел берет у своего преподавателя по проекту "Невиновность" дело Леонарда Бейли - тот 12 лет пишет прошения о своей невиновности, но безуспешно. Ему грозит смертная казнь. Джессика находит для фирмы новых клиентов - тех самых трейдеров, которые арендуют у нее этаж. Луису же они продолжают отравлять жизнь, и он нанимает архитектора Тару Мессер, чтобы она помогла разграничить пространство. Тара очаровывает Луиса с первого взгляда - она умна, красива, любит оперу и балет. Когда Джессика говорит, что переделки офиса не будет, Луис в порыве страсти предлагает Таре переделать под офис его летний дом. Чтобы убедить Майка пойти на сделку, Харви на несколько часов вывозит его из тюрьмы и дает увидеться с Рейчел. Майк все ей рассказывает и говорит Харви и Шону что согласен на сделку. |            |                                                  |                   |                                     |                  |                     |
| 81 | 5          | «Trust» «Доверие»                                | Кейт Деннис       | Кайл Лонг                           | 10 августа 2016  | 1,51                |
| Майк обсуждает с Шоном и Харви детали сделки. Шон хочет добыть показания о вине не Кевина, а о его тестя, Уильяма Саттера. Чтобы все выглядело правдоподобно, Харви нужно сменить свой отказ иметь с ним дело на согласие. Так он получает возможность видеться с Кевином как его адвокат. Профессор Банбор говорит Рейчел, что доказательств недостаточно и дело Леонарда надо прекратить. Чтобы его не обвинили в сговоре, Шон Кэхилл отзывает у фирмы Саттера лицензию на покупку ценных бумаг. Луис обращается к Донне за помощью - летнего домика, который он предложил Таре для перестройки, не существует, а просто пригласить ее на свидание он боится. Кевин наотрез отказывается говорить с Майком о деталях своего приговора, а это значит невозможность добыть сведения о вине Саттера. Дело в том, что Кевин узнал, что в ночь отравления Майка несколько часов не было в тюрьме, тогда как Кевину он сказал, что всю ночь провел в лазарете. Прошение о досрочном освобождении Галло от Майка не приняли - прошение должен подать адвокат лично. Харви должен стать адвокатом Френка, чего он совершенно не желает. Майк признается в сделке тюремному психологу, Джулиусу Роу, рассчитывая на его помощь. Луис находит лазейку, как обойти запрет на покупку акций для Саттера. Но для этого нужна помощь главы трейдеров Стюарта Баззини. Джессика обращается к нему как его адвокат, и Баззини соглашается помочь. Роу обращается за помощью для Майка к начальнику тюрьмы. Тот не одобряет сделку и выражает опасения, что так Майк не сократит себе срок, а увеличит, но помогает им. Джессика разрешает Рейчел взять дело Леонарда Бэйли за счёт фирмы. |            |                                                  |                   |                                     |                  |                     |
| 82 | 6          | «Spain» «Испания»                                | Силвер Три        | Женевьева Спарлинг                  | 17 августа 2016  | 1,68                |
| Луис все больше запутывается в своей истории с «фамильным» домом. Он обещает Таре, что они смогут посетить дом через два дня, но до покупки осталось не менее 60. Он снова зовет на помощь Донну. Они успевают придать дому вид фамильного гнезда Литтов, но неожиданно появляются настоящие хозяева. Сперва Тара думает, что луис просто хотел обманом вытянуть у нее бесплатный дизайн. Но тот признается, что ради свидания с ней был готов купить дом, и Тара соглашается с ним встречаться. Харви отбивает атаку Шона в суде настолько успешно, что Саттер требует подать прошение о прекращении дела. Харви не может отказаться - тогда Саттер потребует этого у Джессики, которая закрепила с ним деловые отношения, взяв под свое обслуживание всю его фирму. Если дело прекратят, досрочного освобождения Майка не будет. Харви подает Шону идею перекрестного допроса Кевина. Саттер опасается, что Кевин скажет лишнего в суде, и соглашается на тренировочный допрос в исполнении Майка. Кевин выходит из себя, как и опасался Саттер. В камере Кевин признается Майку, что молчит не ради того чтобы прикрыть тестя, а ради жены и детей - Джилл была в курсе махинаций отца и помогала ему. А то, что Саттер использует программу Кевина — не более чем прикрытие его инсайдерского трейдинга. Майк предлагает выбить для Джилл иммунитет, но Кевин боится так рисковать. Шон рассказывает Харви, что из-за Саттера его мать лишилась всех накоплений, и умерла, так и не увидев Испанию. Понимая, что судья вот-вот удовлетворит прошение о прекращении дела, Шон просит у Харви биржевую программу. Леонарду Бейли назначили дату казни. |            |                                                  |                   |                                     |                  |                     |
| 83 | 7          | «Shake the Trees» «Трясти деревья»               | Антон Кроппер     | Рик Мюйррэгэй и Сандра Силверштейн  | 24 августа 2016  | 1,83                |
| Луис весь в мечтах о предстоящем идеальном свидании с Тарой. Майк не рассказывает Харви о том, что сообщил ему Кевин. Уговорить Кевина на сделку, которая даст иммунитет для Джилл, не удаётся — тогда Саттер не заплатит ему денег за отсидку, а Кевин не хочет бедной жизни для своей семьи. Харви пытается выиграть время для Шона — но суд через 5 дней, а веских улик у него нет. Харви просит Луиса найти в сделках Саттера следы инсайдерского трейдинга. Для этого Луису нужна помощь Стюарта Баззини, которого он не выносит. Дона помогает ему и в этом. Джессика и Рейчел работают вместе над делом Бейли. Они пытаются отсрочить дату казни, назначенную через 30 дней. Судья даёт неделю на поиск свидетельницы, Марии Гомес. Но её данные под защитой и будут защищены ещё 2 года. Помочь в этом может отец Рейчел. Поняв, что на то чтобы разговорить Кевина, времени у него нет, Майк устраивает себе встречу с Джил, женой Кевина, и пытается убедить на сделку её. Джил отказывается с ним говорить. Об этом узнаёт Кевин. Харви допрашивает сотрудников Саттера, чтобы узнать кто передал программу Шону. Саттеру крайне не нравится агрессивная манера Харви вести допрос. На самом деле Харви ищет того, кто помогает Саттеру с инсайдерскими сделками. Луис говорит, что этот человек — не сотрудник фирмы Саттера. Это — Филипп Ален, начальник консультирующего банка, который когда-то начинал свою карьеру как подчинённый Уильяма Саттера. Харви сообщает об этом Шону, но тот уже в курсе — Аллен уже заключил сделку с КЦББ. Сделка Майка в силе, он скоро выйдет на свободу, но он не хочет бросать Кевина. К Рейчел приходит отец убитой девочки, который уверен в виновности Леонарда, и требует её прекратить его защищать. Тара признается Луису, что у неё есть парень, но он живёт в другом городе по полгода, и она предлагает ему встречаться одновременно с другим. Роберт Зейн сообщает Рейчел и Джессике, что Мария умерла три года назад. Шон приходит к Харви и сообщает, что сделку для Майкла отменили. |            |                                                  |                   |                                     |                  |                     |
| 84 | 8          | «Borrowed Time» «Одолженное время»               | Гэбриел Махт      | Шарин Ротштейн                      | 31 августа 2016  | 1,88                |
| Шон сообщает суду о своём новом свидетеле — Филиппе Алене. Поскольку он не уведомил Харви заранее об этом, суд даёт отсрочку на 3 дня. Саттер признаётся Харви, что Аллен не действовал напрямую — всю информацию он передавал Саттеру через Джилл. Так что Уильям вне опасности, а вот Джилл может сесть. Джессика и Рейчел пытаются отложить смертную казнь Леонарда. Харви пытается уговорить Саттера на сделку — отсидеть 3 года, но прикрыть Джилл. Тот отказывается — говорит, что Джилл молодая, отсидит 5 лет и выйдет. Харви записывает этот разговор и даёт прослушать его Джилл и Кевину. После этого Джилл соглашается на сделку. Майк оформляет сделку для неё и для себя. Он должен выйти на свободу. Кевин остаётся в тюрьме, но он благодарен Майку за Джилл. Джессика встречает в зале суда над Леонардом Джеффа Мэлоуна. Луис понимает, что не готов делить Тару с другим мужчиной. Джошуа — её мужчина — возвращается в город и Тара хочет с ним увидеться. Луис надеется что они расстанутся, но Тара в этом не уверена. |            |                                                  |                   |                                     |                  |                     |
| 85 | 9          | «The Hand That Feeds You» «Рука, кормящая тебя»  | Роджер Камбл      | Дэниел Аркин                        | 7 сентября 2016  | 1,86                |
| Луис переживает насчет Тары и Джошуа. Не получается освободить Майка сразу, и ему придется провести в тюрьме еще несколько дней - но все заключенные знают что он выходит потому что сдал Кевина. Кэхилл начинает арестовывать имущество Кевина и Джилл, но не только то что они получили за время инсайдерского трейдинга, а вообще все что у них есть. Майк предъявляет Кэхиллу иск за нарушение полномочий — он не имел права сажать Кевина. Кэхилл угрожает расторгнуть сделку. Поскольку освобождение Майка затягивается, Харви больше не может затягивать прошение об освобождении Фрэнка Галло. Ему придется врать под присягой, что он верит в то что Галло исправился, а не что он ходатайствует о его освобождении под давлением шантажа. Но в последний момент Кэмерон Деннис приводит в зал суда Майка. Майк все рассказывает о шантаже Фрэнка и в освобождении ему отказывают — но Кэмерон обещает что Майка выпустят с Кевином в тот же день и он будет вне опасности. Однако когда приходит момент покидать камеру, охранник Джимбо, действующий заодно с Фрэнком, оставляет Майка в камере. Ночью к нему приходит Фрэнк, вооруженный ножом, но оказывается что Майк остался в тюрьме, чтобы спровоцировать это нападение, и все было записано на видео. Фрэнк остается в тюрьме, а Майк выходит на свободу. Тара поговорила с Джошуа — он сделал ей предложение, но она отказала из-за чувств к Луису. |            |                                                  |                   |                                     |                  |                     |
| 86 | 10         | «P.S.L.» «П.С.Л.»                                | Кевин Брэй        | Аарон Корш и Женевьева Спарлинг     | 14 сентября 2016 | 1,92                |
| Роберт Зейн предупреждает Джессику и Харви о том, что их крупный клиент, Джим Рейнольдс, собирается уходить. Джессика не может пойти удерживать его, потому что спешит на суд Леонарда. Убеждать Джима не уходить идет Харви, и выясняется,, что повод в том, что он потопил Саттера. А реальная причина в том что член правления Дональд Мэнис хочет сместить Джима. Харви отправляется переговорить с Саттером и угрожает отнять у него дом, если тот не опровергнет слухи о том, что Харви слил его дело. Тара говорит Луису, что она беременна от другого. Стюарта Баззини вынужден сьехать: после банкротства Саттера он расплатился с начальством Базини помещением. Правление назначило встречу на тот же день, что и суд Леонарда. Если Джессика пропустит суд - Леонарда осудят. Если встречу - уволят и Джима Рейнольдса, и "Пирсон-Спектер-Литт". Джессика остается в суде Леонарда и добивается его оправдания. Рейнольдс передает записку о том, что если Джессика не придет, он уходит к Роберту Зейну. Зейн предлагает Джессике слияние. Джессика отказывается. Дональд Мэнис говорит Харви и Луису, что собирается их уволить. Но к собранию присоединяется Стью Баззини - новый крупнейший акционер, и не позволяет этого сделать. Харви предлагает Майку работу консультанта. Майк не уверен что хочет согласиться. Джессика решает уйти из фирмы. Она решила перестать быть корпоративным юристом и хочет лететь в Чикаго с Джеффом Мэлоуном. Луис делает предложение Таре. |            |                                                  |                   |                                     |                  |                     |
| 87 | 11         | «She’s Gone» «Она ушла»                          | Патрик Джей Адамс | Аарон Корш и Рик Мьюрегай           | 25 января 2017   | 1,37                |
| Майк отклоняет предложение Харви о работе. Роберт предлагает слияние уже Харви и Луису. Луис в ответ пытается переманить к себе Катрину Беннет, пообещав ей место партнера, и десять лучших сотрудников Зейна. Майка нигде не берут на работу из-за судимости. Отец Уокер предлагает ему работу учителем при церкви. Роберт Зейн предлагает Рейчел перейти к нему - он считает, что, работая в старой фирме, она не сможет пройти репутационную коллегию адвокатов. Через два дня работы в школе кто-то из учеников доносит родителям, что их новый учитель имеет судимость, и Майка увольняют. Роберт узнает о махинациях Луиса, и отношения между фирмами оказываются испорчены. Харви пытается уговорить сперва профессора Генри Джерарда, затем Аниту Гиббс дать Майку возможность пройти репутационную комиссию и стать юрисконсультом, но безуспешно. Донна убеждает Харви наладить отношения с матерью. |            |                                                  |                   |                                     |                  |                     |
| 88 | TBA        | «The Painting» «Картина»                         | Грегор Джордан    | Шарин Ротштейн и Сандра Силверштейн | 1 февраля 2017   | 1,53                |
| Владелец юридической консультации, Нейтан Мэйсон, дает Майку работу. Его не пугает судимость - он понимает, что Майку работу найти крайне сложно и можно платить ему деньги гораздо ниже его квалификации. Харви пытается наладить отношения с матерью. Все идет хорошо, пока та не говорит ему, что тоже прощает его. Харви взрывается на это, так же как в день похорон отца, когда увидел там партнера матери Бобби. Потом он узнает, что Маркус перенес рецидив онкологического заболевания, и мать с Бобби ему помогали, а Харви был далеко. Майк рассказывает своим новым коллегам про заключение и свою карьеру в "Пирсон-Спектер-Литт". Его первое дело - о выселении Софии Прайс, которую выгоняет из квартиры недобросовестный домовладелец. Харви мирится с матерью, а затем договаривается с Луисом, что они будут руководить фирмой вместе. Адвокат Софии Прайс, Оливер, растерялся в момент выступления, и план Майка - покрыть долг Софии чеками на покупку вещей для квартиры провалился. Майк дает Софии чек на 3600 долларов, сказав, что это из фонда фирмы для помощи клиентам. |            |                                                  |                   |                                     |                  |                     |
| 89 | 13         | «Teeth, Nose, Teeth» «Зубы, нос, зубы»           | Силвер Три        | Кайл Лонг                           | 8 февраля 2017   | 1,28                |
| Рейчел и Майк готовятся к свадьбе. Тара идет на первый УЗИ ребенка, и спрашивает разрешения Луиса на присутствие там Джошуа. София Прайс попала с сыном в больницу и не успела оплатить квартиру. Рейчел не дают пройти интервью в коллегии адвокатов. Когда Харви приходит туда, чтобы выяснить причину, Крейг Сайдель, глава коллегии адвокатов, требует в качестве оплаты сфабриковать иск против фирмы "Велосити" - он утверждает, что они украли его наработки. Бенжамин делает проект Ай-Донна и предлагает Донне совместный бизнес. Харви находит компромат на Крейга Сайделя - у него есть любовница. Он предлагает Майку с помощью Сайделя, который теперь у него на крючке, сделать Майку лицензию адвоката. Майк отказывается. Но когда Оливер снова провалился в суде, и оставил Софию Прайс без денег, соглашается. Луис возмущен, что Джошуа не пришел на УЗИ. Таре не нравится его реакция и она идет на УЗИ одна. Но после этого Луис приносит к ней свои детские вещи, они рассматривают их вместе и мирятся. Дона говорит Бенджамину, что согласится на проект Ай-Донна, если он научит свой продукт доброте. |            |                                                  |                   |                                     |                  |                     |
| 90 | 14         | «Admission of Guilt» «Признание вины»            | Майкл Смит        | Итан Дрогин                         | 15 февраля 2017  | 1,21                |
| Майк работает над коллективным иском, который поможет обрушить акции "Велосити" для Крейга Сайделя, что является условием для получения им лицензии адвоката. Нейтан Мэйсон понимает, что это новое дело - подозрительно, и высказывает свое возмущение Майку. Глава "Велосити" предлагает Майку 100 млн, но без признания вины. Майк отклоняет предложение. Переговоры продолжает Харви, сумма растет до 350 млн, но Харви требует 500. Глава "Велосити" догадывается, что главная цель - не деньги для рабочих, а падение акций, выгодное Крейгу Сайделю, и намекает Харви, что у того есть грехи и пострашнее измены жене. Выясняется что Сайдель получил 300 тыс на скрытый счет ровно в момент "кражи" технологий. Теперь Харви требует, чтобы Сайдель сделал лицензию адвоката Майку безо всяких условий. Из-за того что Харви постоянно занят делами Майка, фирма теряет крупного клиента "Кутюр Аппарель" (Карли Донахью). |            |                                                  |                   |                                     |                  |                     |
| 91 | 15         | «Quid Pro Quo» «Кви про кво»                     | Морис Марбл       | Аарон Корш и Дэниел Аркин           | 22 февраля 2017  | 1,25                |
| Харви говорит Майку, что Сайдель сделает ему лицензию, но "Велосити" надо оставить в покое — его глава, Палмер, догадался о сговоре. Майк не хочет подводить рабочих и готов ради этого отказаться от лицензии адвоката. Харви решает продолжать, несмотря на это, заручившись поддержкой Рейчел. За Кутюр Аппарель начинают уходить и другие клиенты. Майк пишет письмо в коллегию адвокатов с отказом от лицензии и пытается с помощью этого выбить из Палмера 100 миллионов. Тот предлагает 10. Харви и Рейчел находят бывшую любовницу Сайделя, Холли Кромвел, оказывается что она работала для Палмера — она специально находит таких людей, как Сайдель, ради наживы. С ее помощью можно обвинить Палмера в промышленном шпионаже. Харви и Майк требуют от него 200 млн для рабочих и уладить дело Сайделя, чтобы с его помощью сделать Майка адвокатом. Донна зовет в качестве инвестора в проект Ай-Донна Стюарта Баззини. Он соглашается, но хочет 90% акций. Донна пытается найти другого инвестора, но в итоге возвращается к Стью. Луис решает рассказать про Майка Таре. В итоге они ссорятся и Тара берет паузу чтобы разобраться со своими чувствами. |            |                                                  |                   |                                     |                  |                     |
| 92 | 16         | «Character and Fitness» «Характер и пригодность» | Роджер Камбл      | Женевьева Спарлинг                  | 1 марта 2017     | 1,13                |
| Майк готовится к слушанию в коллегии адвокатов. К ним с Харви приходит Анита Гиббс. Она вынудила одного из членов коллегии отдать место ей. Майку дадут лицензию, только если голосование будет единогласным, а Анита обещает ни за что не отдавать свой голос за Майка. Майк просит выступить на комитете Джулиуса Роу. Тот свидетельствует, что тюрьма полностью изменила Майка и заверяет комитет в полной его добропорядочности. Но Харви не нашел способа убрать Гиббс из списка голосующих. Он безвозмездно отдает ей документы по "Либерти Рэйл", чтобы показать, что заключение Майка изменило и его, и Майка. Гиббс ставит условие возвращение Майка - он должен признаться, что Харви был в курсе. Майк отказывается приносить карьеру Харви в жертву. Но на его слушание приезжает Джессика, и говорит что она знала о том что Майк не имеет диплома. Она напоминает Аните про случай из ее практики, когда она не стала губить карьеру врача. Майка принимают в адвокаты. |            |                                                  |                   |                                     |                  |                     |

### Сезон 7 (2017—2018)
| № общий | № в сезоне | Название                                        | Режиссёр          | Автор сценария              | Дата премьеры    | Зрители в США (млн) |
| --- | ---------- | ----------------------------------------------- | ----------------- | --------------------------- | ---------------- | ------------------- |
| 93 | 1          | «Skin in the Game» «Новичок в игре»             | Силвер Три        | Аарон Корш                  | 12 июля 2017     | 1,40                |
| Майк принимает предложение Харви о работе, но с условием, что юридическая консультация будет два года получать деньги на аренду помещения и ему разрешат брать оттуда дела Pro bono. Нейтан принимает это предложение. Луис в расстроенных чувствах после разрыва с Тарой безобразно общается со стажерами, грубит Рейчел и Донне. Донна требует сделать ее партнером и после долгих раздумий Харви соглашается. Также он занимает пост руководящего партнера. Старый клиент Джессики, производитель водки, продает свою фирму, но скрывает информацию о том, что его рецепт украден у другой фирмы. Харви начинает встречаться со своим психотерапевтом, Полой Эгард. |            |                                                 |                   |                             |                  |                     |
| 94 | 2          | «The Statue» «Статуя»                           | Майкл Смит        | Женевьева Спарлинг          | 19 июля 2017     | 1,36                |
| Джессика просит убрать ее имя из названия фирмы. Донна узнает что Харви встречается с Полой Эгард. Майк pro bono берет дело Гарри Кёрста об отказе в страховой выплате. Жена Гарри погибла в аварии, а страховая отказывает в выплате на основании того, что в контракте было отмечено, что она не курит, а в соцсетях нашлось ее фото с сигаретой. Старый друг Харви, Алекс Уильямс, хочет перейти к нему и привести с собой крупного клиента, Pfizer, но только с условием, что его сделают именным партнером. Луис пытается увести Pfizer за спиной у Харви и Алекса — он боится, что если Алекс придет в фирму, другом Харви ему уже не стать никогда. Адвокат по делу жены Гарри Кёрста обвиняет Майка во лжи и показывает на суде его фальшивый диплом из Гарварда. Судья теперь настроен против Майка. Все взвесив, Харви отказывает Алексу Уильямсу в партнерстве, но согласен взять его на обычных условиях. Донну он также снимает с должности партнера. Он предлагает ей взамен должность директора по персоналу, а она просит должность исполнительного директора с правом голоса. Харви соглашается. Майк дает интервью о себе, надеясь восстановить репутацию. |            |                                                 |                   |                             |                  |                     |
| 95 | 3          | «Mudmare» «Грязевые ванны»                      | Морис Марбл       | Шарин Ротштейн              | 26 июля 2017     | 1,41                |
| Майк берет очередное бесплатное дело Криса Рейса о смерти заключенного в тюрьме. Луис пытается по совету психотерапевта наладить отношения с Алексом. Пола Эгард стесняется своих отношений с Харви, потому что он ее бывший пациент. Рейчел занимается стажерами вместо Луиса, и у нее получается не слишком хорошо. Стефани Патель обещала не передавать нудные дела первогодкам - и продолжает делать это за спиной Рейчел. Донна предлагает уволить ее и вмешивается в разговор Рейчел и Стефании. Рейчел признает что не готова и не хочет заниматься персоналом и передает это Донне. Та увольняет Стефанию. Выясняется, что клиент Алекса - крупный застройщик - имеет связь с тюрьмой, на которую подал иск Майк. Если он не отзовет иск, клиент уйдет от них. Харви ставит Майка перед выбором - или продолжать дело Рейса, или уходить из фирмы. Майк отдает дело Оливеру. Пола и Харви мирятся. |            |                                                 |                   |                             |                  |                     |
| 96 | 4          | «Divide and Conquer» «Разделяй и властвуй»      | Антон Кроппер     | Дэниел Аркин                | 2 августа 2017   | 1,41                |
| Харви предлагает свою квартиру для свадьбы Майка и Рейчел. Стефани уходит к Тому Братону, от которого ушел Алекс, и одновременно там появляется информация о внутренних делах «Пирсон-Спектер-Литт». Донна подозревает Стефани. Атаку Братона в суде успешно отбили, но Братон обещает продолжать. Он хочет вернуть клиентов, которых увёл Алекс. Отцу Криса Рейса предлагают огромные деньги, чтобы закрыть дело. Отец в сомнениях: у него ещё три ребенка, и деньги изменят их жизнь. Майк убеждает его не брать деньги, а узнать, что все-таки произошло с сыном. Алекс приходит к Братону и подписывает бумагу, которая снимает ответственность с Братона, и делает виноватым Алекса — но Братон должен оставить «Пирсон-Спектер-Литт» в покое. Выясняется, что данные «Пирсон-Спектер-Литт» Братону отдала Джессика, чтобы объединить сотрудников перед лицом общего врага. Рейчел и Майк решают отодвинуть дату свадьбы. |            |                                                 |                   |                             |                  |                     |
| 97 | 5          | «Brooklyn Housing» «Бруклинский жилпроект»      | Роджер Камбл      | Маршалл Найт и Роб Лаоргиз  | 9 августа 2017   | 1,29                |
| Рик Дан из компании «Гальвадайн» разработал новые солнечные батареи — разработку у него украли конкуренты из фирмы «Локвуд». Попытки поговорить с «Локвуд» приводят только к тому, что они анонсируют новинку еще раньше. Рик Дан в бешенстве и грозит ославить Харви. Холли Кромвел просит Харви помочь найти ей работу. Сперва Харви отказывает, но потом просит помочь по делу «Локвуд». Оливер и Майк продолжают работать над делом Криса Рейса. Майк скрывает это от Харви. Оказывается, что тюрьма специально устраивает драки для тех, кто вот-вот должен выйти по УДО, чтобы увеличить им срок. Но заключенные, устраивающие драки, отказываются быть свидетелями. Майк обращается к Фрэнку Галло — он в курсе этого заговора. Рейчел узнает о том, что Майк обманывает Харви. Майк не хочет прекращать это делать. |            |                                                 |                   |                             |                  |                     |
| 98 | 6          | «Home to Roost» «Домой»                         | Валери Вайс       | Сандра Силверштейн          | 16 августа 2017  | 1,47                |
| Харви получает сообщение от Фрэнка Галло. Майк врет Харви, что это по делу по бруклинской недвижимости. Стефани подает в суд на Луиса за сексуальную агрессию, а у него уже есть такой иск ранее из-за Хардмана. У Алекса проблемы из-за тюремного дела Майка. Харви догадывается, что сообщение Фрэнка имело отношение именно к нему, а не к бруклинской недвижимости, а Майк ему врет. Оскар Рэйс подтверждает, что Майк работает с Оливером, и у Майка больше нет возможности врать. Катрина Беннет помогает Луису уладить вопрос со Стефани Пател, но Луис, встретившись со Стефани сам, настраивает ее против себя. Харви рассказывает Донне о том, что встречается с Полой. Донна и Рейчел получили повестки как свидетели против Луиса. Луис идет просить прощения. Стефани отказывается от иска. Алекс приходит на суд Рэйса и прекращает дело, потому что Майк им занимался, не имея на это право. Харви понимает, что тут замешаны личные мотивы Алекса. |            |                                                 |                   |                             |                  |                     |
| 99 | 7          | «Full Disclosure» «Полное раскрытие информации» | Чери Ноулан       | Итан Дрогин                 | 23 августа 2017  | 1,35                |
| Майк хочет вернуть дело Рэйса против «Мастерсон Констракшен», но уже через Аниту Гиббсв уголовном суде. Тюремное начальство в сговоре со строительной компанией — они предоставляют им заключенных как рабочую силу за 1/5 от ставки. Харви подписывает договор со вторым участником сделки, «Реформ Корп.», и теперь Анита не может принять дело от Майка — возникает конфликт интересов. Показывают моменты из прошлого: знакомство Луиса с его психотерапевтом, доктором Лифшицем; эпизод с попыткой Харви уйти к Братону — он решил остаться с Джессикой, чем крупно подставил Алекса. Алекс рассказывает Майку, что в сговоре участвовали не двое, а трое — «Мастерсон Констракшен», «Реформ Корп.» и фирма Тони Братона. Братон представил все таким образом, что это дело рук Алекса — платил премии тогда, когда убивали кого-то из заключенных или охраны. |            |                                                 |                   |                             |                  |                     |
| 100 | 8          | «100» «Сотый»                                   | Патрик Джей Адамс | Рик Мюйррэгэй               | 30 августа 2017  | 1,51                |
| Майк предлагает Харви доказать сговор и снять бремя шантажа с Алекса. Харви передает данные Роберту Зейну. Зейн требует от «Реформ Корп.» огромную сумму, либо грозит судом, где основным свидетелем будет Фрэнк Галло. А это значит срок для Алекса. Луис идет в Колумбийский, который не присылает им кандидатов, и встречает там Шейлу, которая бросила Гарвард ради жениха и выходит замуж через две недели. Донна встречается с Марком Медоузом в надежде возобновить отношения, но он женат. Чтобы спасти Алекса, Рейчел предлагает показать в суде ее фото, которые смонтировал Галло, и сказать что он шантажирует ее отца. Суд откладывает дело для разбирательства. На следующий день Фрэнка убивают, но оказывается, что он успел дать показания на видео для Зейна. Роджер Шапиро из «Реформ Корп.» подписывает признание о сговоре с «Мастерсон Констракшен» и что организовал это Братон. Харви и Алекс увольняют Братона. |            |                                                 |                   |                             |                  |                     |
| 101 | 9          | «Shame» «Позор»                                 | Силвер Три        | Шарин Ротштейн              | 6 сентября 2017  | 1,64                |
| Назначен новый помощник генпрокурора Эндрю Малек. Это бывший коллега Харви, работавший у Кэмерона Денниса, которого тот даже не помнит. Майк предлагает ради репутации выиграть у него дело Джанет Стэнгер. Роберт Зейн предлагает Рейчел общее дело pro bono о несправедливо завышаемых ставках по кредитам для темнокожих. Затем Роберт признается Рейчел, что на самом деле у него старые счеты с главой этого банка Артуром Китриджем - он уволил его сестру Жасмин и этим разрушил ее жизнь, она через два года умерла. Эндрю Малек хочет использовать против Харви то, что Кэмерон Деннис скрывал улики, а значит, Харви как его протеже должен был быть в курсе. |            |                                                 |                   |                             |                  |                     |
| 102 | 10         | «Donna» «Донна»                                 | Майкл Смит        | Женевьева Спарлинг          | 13 сентября 2017 | 1,68                |
| Илай Голд хочет увести Pfizer у Алекса. Эндрю Малек использует статью, написанную Джорджем Кларком, в которой говорится, что существовала служебная записка, просто оригинал уничтожен Харви, как уничтожались улики во времена его работы с Деннисом и как Донна уничтожила записку по «Костел Моторс». Выясняется, что источник Кларка — не из «Элмонд Инвествентс», где была написана записка, а человек, лично знающий Харви и когда-то работавший с ним и Майком. Донна считает что это Холли Кромвел. Рейчел обратилась с предложением о сделке, потому что боится, что Роберт сорвется на человеке, виновном в уничтожении жизни его сестры. В итоге на допросе Роберт не может сдержать эмоции и говорит Китриджу в ответ на его провокацию, что отомстит ему за смерть сестры, а это значит невозможность вести дело как предвзятому лицу. Донна злится на Луиса, который не стал устраивать для нее тренировочный суд, чтобы поберечь ее чувства. Донна встречается с Холли, но та, хоть и признает вину, помочь отказывается. Харви и Майк идут к Малеку и дают ему понять, что все знают про фальсификацию. Малек решает отступить. Рейчел рассказывает о Китридже в совете правления банка и заставляет их дать сумму в три раза больше, чем они изначально предлагали, а Китриджа уволить. Алекс просит Илая оставить Pfizer Харви — тот соглашается с условием, что Алекс вернется в его фирму и уведет всех клиентов. Алекс записал их разговор на диктофон. Чтобы отомстить Харви, Малек хочет лишить Джессику лицензии адвоката. Чтобы защитить фирму, Джессика хочет уйти из партнеров. |            |                                                 |                   |                             |                  |                     |
| 103 | 11         | «Hard Truths» «Горькая правда»                  | Кристофер Мисиано | Этан Дрогин                 | 28 марта 2018    | 1,18                |
| После поцелуя Донны Харви едет домой и просит Полу переехать к нему жить. Алекс в качестве жеста благодарности передает Майку клиента — «Кволити Фудс». У них проблема: при перевозке портится 30 % грузов, а перевозчик утверждает что это форс-мажор — поломка холодильника в жару. Харви общается с Донной очень холодно и просит больше никогда не повторять вчерашнего. Харви хочет провести реструктуризацию фирмы — дать возможность сотрудникам покупать акции. Для этого ему нужна подпись Стэнли Гордона. Тот ставит условие — он совершил сделку с ВОЗ, они взять 10 млн, а свою часть сделки не выполнили. Стэнли хочет или деньги обратно, или выполнение сделки. Харви продолжает резко вести себя с Донной — срывает интервью приглашенного ей на место старшего партнера Кайла Клементе, упрекает в том что из-за ее поцелуя он стал тем, кем всегда не хотел стать. Харви рассказывает о поцелуе Поле и они ссорятся. Харви выполняет задание Стэнли Гордона, но он отказывается выполнять условие сделки — он понял, что его подпись нужна, чтобы выплатить деньги Джессике. Теперь Гордон хочет вернуться как партнер. Майк и Рейчел раскрывают аферу перевозчиков — они просто выбрасывали 30 % груза, и брали груз конкурентов. Майк выбивает 120 млн компенсации. Чтобы заплатить Джессике, Харви соглашается обвинить ее во всем и убрать ее имя со стены. Потом он идет и признается Поле, что он спал с Донной в прошлом. |            |                                                 |                   |                             |                  |                     |
| 104 | 12         | «Bad Man» «Плохой человек»                      | Роджер Камбл      | Рик Мураки                  | 4 апреля 2018    | 1,06                |
| Имя Джессики убирают со стены, отныне фирма называется «Спектер-Литт». Шейла просит Луиса о встрече снова. Оливер обращается к Майку за помощью — клиент «Спектер-Литт» повысил на 70 % цену на свои продукты для клиента Оливера, и он хочет добиться старой цены через суд. Он просит Майка поговорить со своим клиентом и попросить его о снижении цены мирным путем, и уверяет что любое снижение его устроит. Майк договаривается о таком снижении, чем вызывает сильный гнев Харви. Но Оливер в итоге все равно идет в суд — снижения цены ему оказалось недостаточно, он хочет полностью старую цену. Джессика просит перевести 2 млн из причитающихся ей денег на неотслеживаемый счет. Харви просит сделать это своего старого клиента, хозяина звукозаписывающей студии, где хранятся пленки его отца. Луис решает бороться за Шейлу и нанимает частного детектива, который раскопает что-нибудь на ее жениха. Майк находит доказательства, что клиент Оливера перепродавал товар и теперь обе сделки теряют силу. Луис отказывается встречаться с Шейлой, потому что он не «плохой парень», и обсуждает с доктором Лифшицем свое прошлое, где первая любовь променяла его как раз на плохого парня. А потом идет к Шейле и соглашается встречаться только ради секса. |            |                                                 |                   |                             |                  |                     |
| 105 | 13         | «Inevitable» «Неизбежный»                       | Кристофер Мисиано | Женевьева Спарлинг          | 11 апреля 2018   | 0,95                |
| К Харви за помощью обращается его старый знакомый: новый владелец его компании хочет продать ее в Китай, и люди лишатся рабочих мест. Он готов выкупить ее обратно, но продавал он ее за 200 млн, а новый владелец хочет 500. Шейла и Луис продолжают встречаться ради секса, и свадьбу Шейла отменять не планирует. У Рейчел и Майкла происходит ссора из-за того, что он не заполнил опросник для молодых супругов. Харви, его мать и Пола ужинают вместе, и из-за случайной фразы его матери Пола понимает, что Донна — особенный человек для Харви. Она просит Харви ее уволить. Харви просит Стю Баззини предложить Донне работу, чтобы Донна ушла сама, но Донна после разговора со Стю догадывается, что это все с подачи Харви. Она идет к Поле и просит ее дать ей возможность остаться. Пола отказывается. Донна пишет заявление об увольнении. Харви едет к Поле, говорит, что вернет Донну, и расстается с Полой. После этого он едет к Донне, рвет ее заявление и говорит, что ждет ее на работе завтра. |            |                                                 |                   |                             |                  |                     |
| 106 | 14         | «Pulling the Goalie» «Тянуть вратаря»           | Эмиль Левисетти   | Шэрин Ротштайн и Аарон Корш | 18 апреля 2018   | 0,99                |
| Луис обсуждает с доктором Лифшицем свое знакомство с женихом Шейлы, Зандером Эпштейном. Доктор говорит, что настало время отпустить Шейлу. К Майку приходит судья Роллс, которая вела дело Майка раньше. Теперь она просит об одолжении — взять ее дело, от которого отказалось уже много адвокатов. Донна встречает у входа молодого человека, который пытается с ней флиртовать. Потом выясняется, что это владелец здания. Обманом он вытягивает у Донны бумагу, подтверждающую его право или поднять арендную плату в два раза, или выгнать их. Луис и Зандер сталкиваются в суде. Луис выигрывает, но на финишной прямой Шейла просит пожалеть Зандера. Донна просит помощи Рейчел и вместе они добиваются снижения цены аренды на 10 %. Шейла приходит к Луису и говорит, что рассталась с Зандером. |            |                                                 |                   |                             |                  |                     |
| 107 | 15         | «Tiny Violin» «Крошечная скрипка»               | Кристофер Мисиано | Дэниэл Аркин и Аарон Корш   | 25 апреля 2018   | 1,09                |
| Стенли Гордон возвращается в фирму. На «Спектер-Литт» подают в суд бывшие партнеры за репутационные потери. Потом становится понятно, что основная цель — поглощение «Спектер-Литт» фирмой Зейна. Когда Харви идет обсудить это с Робертом Зейном, выясняется что Эрик Калдер и Элен Рент утаили это от Роберта и тот ничего не знал о готовящемся поглощении. Консультацию Оливера оставили инвесторы и дело детей, отравленных свинцом производителем «Дисчардж Пауэр», проиграно. Оливер говорит что 500 тыс. спасут его. Энди Форсайт предлагает Майку работу в Сиэтле, но Майк решает, что это липа и Энди имеет отношение к лишению консультации денег. Луис дарит Майку 500 тыс. Джессика просит Харви оставить спасение фирмы и помочь ей в Чикаго — у нее отняли лицензию. |            |                                                 |                   |                             |                  |                     |
| 108 | 16         | «Good-Bye» «До свидания»                        | Антон Кроппер     | Дэниэл Аркин и Аарон Корш   | 25 апреля 2018   | 1,07                |
| Харви едет в Чикаго. Уже в аэропорту его поджидают и требует не лезть в дело Джессики. Джессика говорит, что первый свидетель по ее делу убит. Луис пытался поговорить с Зейном, но тот отвечает, что «каждый сам за себя». Алекс идет к Илаю и требует принять бывших партнеров Харви к себе — так они не смогут утверждать в суде, что их репутации был нанесен урон. Но Стенли Гордон тоже имеет компромат на Илая Голда, и это рушит его договоренность с Алексом. Против Джессики выступает прокурор Чикаго. Она говорит, что ее вопрос может решить только Патрик МакГан, а не она или мэр. Нужно, чтобы истица, Лилиан Кук, пришла в суд для дачи показаний. Образцы почвы по делу Дисчардж Пауэр показали, что свинца в них нет — «Дисчардж Пауэр» анонимно оплатили ремонт школы и вывезли всю почву на 3 м в глубину. Рейчел проверяет Энди Форсайта и говорит Майку, что работа была реальная. Выясняется что Лилиан Кук — тетя Джессики. Судья видит в этом личный мотив и отстраняет Джессику. Майк предлагает согласиться на то, к чему их вынуждает Стенли Гордон — взять обратно старых партнеров. Но чтобы они не смогли выиграть голосование, одновременно взять Зейна с командой — тогда у них будет перевес. Рейчел говорила с Энди Форсайтом о переезде в Сиэтл. Его предложение о работе все еще в силе. Джессика пересылает Патрику МакГану чек на 1 млн и просит уволить прокурора. Он возвращает ей чек. Роберт Зейн соглашается на план Майка и приходит на переговоры с Гордоном, чтобы ему помешать. Джессика приносит МакГану фото, на котором он возвращает ей чек, и говорит, что представит это как дачу взятки. Мэр Новак зовет Джессику на встречу. Он предлагает ей место помощника, но дело против застройщика надо будет прекратить. Майк и Рейчел решили пожениться раньше. |            |                                                 |                   |                             |                  |                     |

### Сезон 8 (2018—2019)
| № общий | № в сезоне | Название                                                     | Режиссёр          | Автор сценария                                | Дата премьеры    | Зрители в США (млн) |
| --- | ---------- | ------------------------------------------------------------ | ----------------- | --------------------------------------------- | ---------------- | ------------------- |
| 109 | 1          | «Right-Hand Man» «Правая рука»                               | Кристофер Мисиано | Аарон Корш                                    | 18 июля 2018     | 1,27                |
| Зейн и Харви спорят, пытаясь разобраться в том, кто должен стать новым главой фирмы. У «Спектер-Литт» нелегкий период и приходится увольнять людей. Катрина Беннет помогает Луису составить списки наименее эффективных сотрудников, чтобы избавиться от балласта. Первый в списке — Брайен Олтмен. Луис против его увольнения. Новый сотрудник Саманта Уилер — правая рука Роберта Зейна, как раньше Майк, а теперь Алекс для Харви. Но ей становится тесна эта роль и она требует от Зейна, чтобы она получила должность именного партнёра не позже конца года. |            |                                                              |                   |                                               |                  |                     |
| 110 | 2          | «Pecking Order» «Иерархия»                                   | Майкл Смит        | Женевьева Спарлинг                            | 25 июля 2018     | 1,18                |
| Шейла уверена, что новым главой фирмы станет Луис. Фирма меняет свое название на «Зейн-Спектер-Литт». Харви и Роберт договариваются, что управляющим партнёром будет Зейн, поэтому меняются кабинетами и Харви возвращается в свой старый кабинет. Зейн и Харви не особо принимают во внимание интересы Луиса, и ему приходится бороться за свое место в иерархии. К Харви обращается старый клиент Майка, он подозревает, что его партнёр украл 50 млн. со счетов фирмы. По просьбе Зейна помогать ему берётся Саманта. У них с Харви не очень получается контакт. Донна тоже не особо дружна с новенькой и пытается искать информацию о ней. Но информация обо всём, от диплома до места жительства, крайне противоречива. Алекс берётся решить личное дело Гевина Эндрюса — у него конфликт с бывшей женой, та забрала картину его отца. Если он успешное решит дело, Эндрюс обещает нанять его как адвоката своей фирмы. Саманта предупреждает Алекса, что с Эндрюсом опасно иметь дело. |            |                                                              |                   |                                               |                  |                     |
| 111 | 3          | «Promises, Promises» «Обещания, обещания»                    | Роджер Камбл      | Роб Ламоргезе и Маршал Найт                   | 1 августа 2018   | 1,16                |
| Харви рассказывает Робертуоб обещании Алексу, что его фамилия на стене появится следующей, точно также как Зейн пообещал это Саманте. Алекс идет к Гевину Эндрюсу чтобы сообщить о договоренности с его женой насчет передачи картины, но выясняется, что Саманта готовит сделку с «Дельтой» — конкурентом Эндрюса. Катрина Бэннет и Брайен Олтмен должны вместе вести дело Бигелоу Текстайлз. Она не смогла присутствовать на встрече из-за приступа мигрени. Брайен прикрывает Катрину перед Луисом, за что ему крупно влетает. Харви просит о помощи Анна Рид, уборщица в здании, где они снимают офис. Владелец здания, Дэвид Фокс, не оплатил ей сверхурочные, а ей нужны деньги на операцию матери. Харви обещает ей помочь. Но когда Харви вступается за неё, Дэвид оставляет фирму без лифтов и туалетов. Луис заставляет Саманту расторгнуть соглашение с «Дельтой». Алекс передает картину Гевину Эндрюсу, а тот дает новое задание — продать её за 50 млн и деньги положить на неотслеживаемый счёт. Алекс подозревает, что это отмывание денег, а Гевин этого даже не отрицает. Алекс просит Саманту о помощи. По её совету он убеждает племянницу Гевина отдать ему право управления счётом вместе с рисками ему. Теперь Гевин будет делать то, что нужно Алексу. Саманта говорит Алексу, что Роберт обещал её сделать партнёром. Харви решает вопрос с Дэвидом Фоксом с помощью Донны, пообещав ему свою консультацию на следующий год. |            |                                                              |                   |                                               |                  |                     |
| 112 | 4          | «Revenue Per Square Foot» «Доход на квадратный фут»          | Майкл Смит        | Этан Дрогин                                   | 8 августа 2018   | 1,09                |
| Луис и Шейла пытаются зачать ребенка. Из-за этого Луис опаздывает на встречу с клиентом. Ему звонит Роберт Зейн, и сразу после этого на Луиса нападает грабитель, в результате чего Луис на встречу не приходит вообще. Луис не говорит об этом Роберту, чтобы не показаться слабым. Роберт, чтобы проучить Луиса, отдаёт его дело Саманте. Чтобы дать Алексу преимущество по сравнению с Самантой, Харви зовёт его на переговоры с «Пакстонсон Групп» по поводу выкупа «Крайтенджен». «Пакстонсон» предлагают незаконные вещи, и они меняют стратегию и хотят использовать данные, полученные от «Пакстонсон», в пользу «Крайтенджен». Но Алекс хочет действовать один. «Крайтенджен» также предлагают ему незаконные приёмы. Когда Зейн узнаёт обо всем этом, он требует держаться первоначального плана и привлекать «Пакстонсон». Харви не хочет подчиняться Роберту. Роберт требует от Донны отчёт о расходах «на квадратный фут» — по его мнению она, как исполнительный директор, должна заниматься отслеживанием эффективности. Донна убеждает его, что такую работу могут выполнить и бухгалтерская контора, а её дело — не отслеживать, а поднимать эффективность. Психологическая травма Луиса из-за нападения не позволяет ему нормально выступать в суде. В итоге Луис срывается на Саманту. Она рассказывает об этом Харви. Они разговаривают об ограблении и Луису становится легче. Саманта начинает учить Луиса самообороне.         |            |                                                              |                   |                                               |                  |                     |
| 113 | 5          | «Good Mudding» «Добрых грязевых ванн»                        | Валери Уайсс      | Шэрин Ротштайн                                | 15 августа 2018  | 1,15                |
| Шейла просит Луиса проверить сперму. Маркус звонит Харви, говорит, что разводится и просит быть его адвокатом. Развод просит жена, Маркус ей изменил. Алекс просит Саманту повлиять на его дочь, Джой. Доктор говорит Луису, что ему придется отказаться от грязевых ванн, если он хочет ребёнка. Маркус соврал Харви — дело не в интрижке, а в том, что он начал играть и просил детей врать, чтобы прикрыть его перед женой. Луис не хочет отказываться от ванн, но его, как всегда, начинают преследовать видения — ему везде слышится фраза «Добрых грязевых ванн». Он срывается, но об этом узнает Шейла и они сильно ссорятся. Алекс признаётся Саманте, что ему тоже обещали повышение. |            |                                                              |                   |                                               |                  |                     |
| 114 | 6          | «Cats, Ballet, Harvey Specter» «Кошки, Балет, Харви Спектер» | Эмиль Левисетти   | Гаррет Шабб                                   | 22 августа 2018  | 1,22                |
| Aston Martin хочет купить «Маккернон Моторс». Тогда фирма потеряет Доминика Бэрона как клиента. Джоан Уолш хочет засудить модель, плохо отозвавшуюся о её креме. Но модели 16 лет и Харви против судебной тяжбы с подростком. Поговорив с моделью и её адвокатом, он понимает, что девушка намеренно пытается шантажировать Джоанну и соглашается на суд. Катрина продолжает работать с Брайеном и они сильно сближаются. Донна и Саманта вместе идут на благотворительный обед, устроенный подругой Донны, Пэгги. Они хорошо ладят, но на следующее утро Саманта высказывает сомнение в добропорядочности Пэгги. Донна едет поговорить с подругой, а Саманта останавливает выплату по чеку, из-за чего Пэгги увольняют. Объединившись, Донна и Саманта увольняют начальника Пэгги, а её саму делают главой фирмы. Саманта решает открыться Донне. Луис затаскивает Харви к доктору Лифшицу. Харви считает, что Луис это «Кошки, Балет, Харви Спектер». После психотерапии они сближаются. |            |                                                              |                   |                                               |                  |                     |
| 115 | 7          | «Sour Grapes» «Зеленый виноград»                             | Гэбриел Махт      | Йен Дейчман и Кристин Раск Робинсон           | 29 августа 2018  | 1,13                |
| У Роберта проблемы и он просит помочь Алекса. Он купил виноградник как инвестицию, но его план не сработал, поставщик не доставил ему тару. Выясняется, что поставщик злится на него за то, что он выдавил предыдущего владельца только потому что он богач с Уолл-стрит, а в виноделии не разбирается. Но Роберт думает, что дело в том, что он чёрный. Алекс отказывается его поддержать. Шейла сообщает Луису, что беременна. Дэвид Фокс обращается к Харви за помощью по договору, заключённому с Донной. Он хочет купить здание Джона Беллоуза, но тот не хочет его продавать именно Фоксу. Саманта по просьбе Донны подключается к делу и они вместе начинают думать, как заставить Беллоуза продать Фоксу здание. Выясняется, что Фокс платит владельцу здания, Питеру Минту, 10 тыс. каждый месяц. Харви думает, что это отмывка денег, но оказывается, что Фокс просто хочет поддержать Минта за то, что тот был добр к нему в детстве. Луис ссорится с Шейлой, потому что хочет воспитывать ребенка как еврея. Беременность Шейлы оказывается ложной. |            |                                                              |                   |                                               |                  |                     |
| 116 | 8          | «Coral Gables» «Коралловые фронты»                           | Кристофер Мисиано | Роб Ламоргезе и Маршал Найт                   | 5 сентября 2018  | 1,30                |
| Саманта представляет интересы «ГрейСкейл Дефенс», клиента Эрика Калдера, который не отпускает их. Калдер просит отстранить её, потому что 13 лет назад она как помощник имела дело с этим клиентом. Саманта обращается за помощью к Харви. Шейла обращается к лучшему репродуктологу страны. Это бывший одноклассник Луиса, который жестоко над ним издевался. Как Луис ни думает над этим, он ничего не говорит ему в лицо. Гретхен забыла отправить расписку к клиенту Алекса и этим сильно подставила его. Саманта отдает «ГрейСкейл» Бетти, чтобы только не отдавать Калдеру. |            |                                                              |                   |                                               |                  |                     |
| 117 | 9          | «Motion to Delay» «Ходатайство о задержке»                   | Кристофер Мисиано | Аарон Корш и Женевьева Спарлинг               | 12 сентября 2018 | 1,07                |
| К Роберту Зейну с угрозами приходит Томи Братон. У Алекса проблемы с Гевином Эндрюсом. Он испортил картинку, чтобы получить денег с перевозчика. Проблема в том что перевозчик — клиент Саманты. Зейн не хочет терять ни одного из клиентов и требует, чтобы они пошли на мировую. Мировая не получается и Алекс просит разрешения Харви идти в суд. Луис обращается к Илаю в надежде решить проблему с Братоном, но Илай выгоняет его. Катрину сделали старшим партнёром. В помощники она взяла Брайена. Они работают над делом о плагиате в области моды. У Братона рак, жить ему осталось год и весь год он решил посвятить мести. Пока Харви и Роберт выбирали стратегию битвы, Луис принёс новость о смерти Братона. Донна пробует уговорить Саманту уступить право первого партнёрства Алексу. Катрина страдает из-за одиночества, а Луис её поддерживает. Харви и Роберт решают устроить Алексу и Саманте бой, чтобы понять, кто получит повышение. |            |                                                              |                   |                                               |                  |                     |
| 118 | 10         | «Managing Partner» «Управляющий партнер»                     | Сильвер Три       | Аарон Корш и Этан Дрогин                      | 19 сентября 2018 | 1,08                |
| Харви и Роберт официально назначают награду за победу в борьбе Алекса и Саманты. Харви нарушает правило непомощи и помогает Алексу назначить слушание на следующий день, чтобы у Саманты не было времени найти улики. А Роберт не помогает Саманте выиграть время. Шейле предлагают должность декана, о которой она мечтала, Луис же хочет, чтобы она сидела дома с ребёнком. Саманта использует информацию, полученную за время работы с Гэвином, чтобы перенести слушание — Гэвин общался с оценщиком, и гибель картины ему выгодна. Гэвин хочет использовать против нее то же оружие — у него есть список этических нарушений, допущенных за годы работы с ним. Алекс выигрывает, но выигрывает нечестно. Саманта давит на Роберта, чтобы он дал ей должность. Харви просит Катрину выдать себя за Саманту, чтобы добыть бумаги. Фирму начинает разрывать изнутри. Донна идёт к Луису и просит стать управляющим его. Луис становится управляющим и повышает Саманту и Алекса вместе. |            |                                                              |                   |                                               |                  |                     |
| 119 | 11         | «Rocky 8» «Роки 8»                                           | Роджер Камбл      | Майкл Крамер                                  | 23 января 2019   | 0,82                |
| Харви хочет отомстить Малику и берёт дело боксеров: аутсайдера Джима обвиняют в мошенничестве, потому что он неожиданно выиграл. К Саманте приходит Нина и рассказывает, что кто-то под видом Саманты брал документы, которые помогли выиграть Алексу. У Луиса проблемы с делегированием — он управляющий партнёр, но со старыми клиентами расставаться ему сложно. Он передаёт Томаса Кесслера Алексу. Донна встречается с Кесслером. Саманта узнаёт, что Катрина забирала у Нины документы. Она требует от Катрины отдать долг тем, что подставит своего клиента. Харви приходит к сопернику Джима, Рики, и тот подтверждает, что слил бой ради ставок — у него проблемы с памятью и долго продолжать карьеру он не сможет. |            |                                                              |                   |                                               |                  |                     |
| 120 | 12         | «Whale Hunt» «Охота на китов»                                | Валери Уайсс      | Йен Дейчман и Кристин Раск Робинсон           | 30 января 2019   | 0,91                |
| Том Кесслер зовёт Донну на свидание. Луис предлагает Харви заняться Палмером, крупным клиентом, который находится в поиске юрисконсульта. Саманта обедает с Алексом и его женой Розали. Розали просит Саманту о помощи. Харви врёт Луису, что Палмер почти согласен. Луис радостно звонит Палмеру и понимает, что Харви его обманул. Он договаривается встретиться с Палмером на благотворительном покере. Катрина понимает что они с Брайеном влюблены в друг друга и говорит ему, что они больше не могут работать вместе. Томас и Донна идут на свидание. |            |                                                              |                   |                                               |                  |                     |
| 121 | 13         | «The Greater Good» «Величайшее благо»                        | Даррен Грант      | Гаррет Шабб                                   | 6 февраля 2019   | 0,77                |
| Донна переспала с Томасом. Джули, приёмная мать Саманты, обращается к ней за помощью. Сью Баззини шантажирует его сотрудник, Ник Паванотти, и он обращается за помощью к Харви. Харви просит Кевина Миллера предложить Нику Паванотти работу. Саманта узнает, что Джули от неё отказалась раньше, и отказывает ей в помощи. Донна просит Харви обратиться за помощью к Шону Кэхилу. |            |                                                              |                   |                                               |                  |                     |
| 122 | 14         | «Peas in a Pod» «Горох в стручке»                            | Кристофер Мисиано | Джордан Помавилл и Шэрин Ротштайн             | 13 февраля 2019  | 0,78                |
| У докторо Лифшица юридические проблемы. Луис узнаёт детали дела. Скотти участвует в деле против Саманты. У Алекса дело производителя аппаратов для контроля инсулина против мужа, у которого умерла жена. Выясняется, что Скотти замешана в махинациях своего клиента. Скотти просит о помощи Донну. Харви просит Саманту прикрыть Скотти. Саманта сперва отказывает, но потом соглашается. |            |                                                              |                   |                                               |                  |                     |
| 123 | 15         | «Stalking Horse» «Троянский конь»                            | Хлоя Домон        | Этан Дрогин и Женевьева Спарлинг              | 20 февраля 2019  | 0,69                |
| Клиент Харви, Саймон Уолл, предлагает Томасу Кесслеру невероятно выгодное предложение — аренда в 2 раза дешевле за 10% прибыли. Но для этого Алекс должен расторгнуть почти заключённую сделку с тем арендатором, с которым он вёл переговоры. Луиса вызывают в полицию для опознания напавшего на него грабителя. Луис в панике, Саманта его поддерживает. Но из-за нарушений в процедуре обыска грабителя освобождают в зале суда. Саймон и Томас с помощью Харви и Алекса договариваются о сделке, но утром Саймон отказывается выполнять обязательства. «Ресторейшен» вернулись за стол переговоров и предложили ему более выгодную сделку — Саймон всё предложил Томасу только для того, чтобы выбить из «Ресторейшен» больше денег, он не собирался выполнять условия контракта изначально. Связанный адвокатской тайной Харви не может предупредить Томаса. Они с Алексом пытаются спасти Томаса — Харви отпугнуть «Ресторейшен» от Саймона, а Алекс — выбить условия получше у прежнего арендодателя. Брайен и Кэтрин снова работают вместе. Он понимает, что любит её и уходит из фирмы. Саманта помогает Луису заставить грабителя сдаться. Донна рассказывает всё Томасу. Он отказывается от сделки, и Саймон увольняет Харви. Затем он привлекает Дэниела Хардмана, и тот грозит лишить Харви лицензии за разглашение адвокатской тайны.                                                                                                  |            |                                                              |                   |                                               |                  |                     |
| 124 | 16         | «Harvey» «Харви»                                             | Кристофер Мисиано | Аарон Корш и Этан Дрогин & Женевьева Спарлинг | 27 февраля 2019  | 0,74                |
| Донна говорит Томасу, что на них подали в суд из-за него. Луис просит его молчать на допросе, но Томас отказывается врать. Роберт Зейн идет к Хардману как друг, обсудить ситуацию с фирмой. Зейн предлагает Хардману место на стене «Рент-Калдер». Договориться об этом не удаётся, и он договаривается с Алексом, чтобы тот обвинил его вместо Харви. Роберта лишают лицензии. Саманта горюет по потере Роберта. Харви едет к Донне. |            |                                                              |                   |                                               |                  |                     |

### Сезон 9 (2019)
| № общий | № в сезоне | Название                                    | Режиссёр          | Автор сценария     | Дата премьеры    | Зрители в США (млн) |
| --- | ---------- | ------------------------------------------- | ----------------- | ------------------ | ---------------- | ------------------- |
| 125 | 1          | «Everything's Changed» «Все меняется»       | Кристофер Мисиано | Аарон Корш         | 17 июля 2019     | 1,04                |
| Стивен Фолкнер из коллегии адвокатов обращается к Алексу, чтобы тот помог ему убрать имя Зейна из названия фирмы. Харви и Саманта изо всех сил стараются сохранить имя Роберта Зейна на стене. В коллегии Алексу предлагают стать управляющим партнером. Алекс предупреждает Луиса о последствиях, которые могут существенно повлиять на его карьеру и дальнейшую жизнь. Коллегия присылает Фей Ричардсон - своего представителя, которая по решению суда будет осуществлять контроль над фирмой. |            |                                             |                   |                    |                  |                     |
| 126 | 2          | «Special Master» «Особый мастер»            | Майкл Смит        | Женевьева Спарлинг | 24 июля 2019     | 1,04                |
| Фэй хочет встретиться с Томасом. Донна и Харви понимают, что второй раз он уже врать не будет. Если Фэй узнает правду, лицензии и поста лишится уже Харви. Саманта занимается делом своего бывшего сослуживца Лукаса Ходжеса. Выясняется, что он ударил коллегу и прогуливал работу. У Лукаса ПТСР. Его уволили вместо родственника руководителя. Саманта создает корпорацию, которая будет платить Лукасу 100 тыс в год, но только если он обратится к врачу. Донна говорит с Фэй, признается ей в том что у нее были отношения с Томасом. Фэй передумывает встречаться с ним. Луис просит Бенджамина найти в уставе коллегии повод уволить Фэй. Фэй лишает Луиса должности руководящего партнера. |            |                                             |                   |                    |                  |                     |
| 127 | 3          | «Windmills» «Ветряная мельница»             | Гэбриел Махт      | Роб Ламоргезе      | 31 июля 2019     | 0,94                |
| Харви берется за новое дело Дэна Фоули, где противник - старая фирма Фэй. По просьбе Шейлы Луису предлагают место судьи. Это его давняя мечта, но его смущает падение дохода и то что придется оставить друзей в сложной ситуации. Саманта и Алекс пытаются найти способ избавиться от Фэй. Но все что предлагает Саманта - кажется Алексу неэтичным, а Саманта упрекает его в отсутствии решительности. В результате иска против Фэй Дэна Фоули увольняют, и он грозит Харви, что если тот все не исправит, судиться он будет уже с ним. Фэй сперва требует, чтобы ее секретаршей стала Донна, а потом, когда Донна попросила подменить ее Гретхен - забирает Гретхен у Луиса. Сьюзан, безуспешно пытавшаяся быть помощницей Кэтрин, пытается шантажировать ее, чтобы получить продвижение по службе. Кэтрин ведет ее к Фэй и говорит что Сьюзан сделал ошибку в работе, но признала это. Сьюзан оставляет идею о шантаже. |            |                                             |                   |                    |                  |                     |
| 128 | 4          | «Cairo» «Каир»                              | Неизвестно        | Неизвестно         | 7 августа 2019   | 1,00                |
| Фэй догадалась, что Кэтрин не просто так приводила к ней Саманту. Она соглашается не расспрашивать Кэтрин о деталях, но в ответ требует адаптировать свой кодекс этики для фирмы. Об этом узнает Луис и просит Кэтрин внести пункт, который позволит ему вернуть Гретхен. Крейг Кэмерон, бывший коллега и друг, шантажирует Алекса — в прошлом Братон отдал «Мастерсон Констракшен» Алексу, обойдя Крейга. Теперь у Крейга есть данные, компрометирующие Алекса. Донна рассказывает отцу про Харви, и тот не в восторге. Фэй узнает об отношения Харви и Донны и требует, чтобы Дона отказалась от права голоса. Харви делает все, чтобы впечатлить отца Донны — приглашает его на разговор по душам, а потом пытается влезть в его дела. Тем временем Катрина Беннетт, кажется, единственная, кто понимает, насколько велики проблемы фирмы, и способ решения, который она видит — доказать Фэй, что можно следовать этике в абсолютно любых случаях. Катрина отказывается помогать Лису втихую. Все партнёры объединяются и идут к Фэй, чтобы сказать, что не дадут лишить Донну права голоса. Харви мирится с отцом Донны и рассказывает о Донне своей матери. |            |                                             |                   |                    |                  |                     |
| 129 | 5          | «If the Shoe Fits» «Если обувь подходит»    | Неизвестно        | Неизвестно         | 14 августа 2019  | 0,96                |
| Майк приезжает по делу Джереми Уолла, который хочет разорвать контракт с «Брикс Стрит». Майк будет выступать против Харви. Они договариваются биться честно. Луис и Шейла ссорятся из-за изменившегося характера Шейлы во время беременности. Алекс советует Луису просто молчать и ничего не делать, но тот пытается угодить Шейле и все портит. Они идут к доктору Лифшицу. Донна замечает, что у Кетрин Беннет остались чувства к Брайену. Катрина сперва отрицает это, но потом понимает что Донна права. Донна дает ей задание - каждый день делать что-то для себя. Харви добивается суда без присяжных, что означает проигрыш Майка. Майк использует слова Харви на допросе, чтобы вновь добиться суда присяжных. Харви смиряется с поражением, но Саманта - нет, и подкупает Чарльза Ху, чтобы тот доказал сговор Майка с клиентом. Харви защищает Саманту перед Майком, за что Майк обвиняет Харви в том, что тот изменился и стал подлым. Харви говорит в офисе с Самантой, что он осуждает ее поступок и больше не доверяет ей, их подслушивает Фей. Фей идет к Саманте и увольняет ее. Название серии связано с эпизодом, когда Луис и Шейла играют в игру «Развратная Золушка и принц», а ее отекшие от беременности ноги не влезают в хрустальную туфельку за 9000 долларов. |            |                                             |                   |                    |                  |                     |
| 130 | 6          | «Whatever It Takes» «Все что нужно»         | Неизвестно        | Неизвестно         | 21 августа 2019  | 1,05                |
| Саманта обращается за помощью к Роберту - она не верит что Харви поможет ей вернуться и винит в своем увольнении его. Саманта, Луис, Алекс и Донна думают, как найти компромат на Фей и вернуть работу Саманте. Алекс предлагает Доне подать в суд на Фэй, чтобы убрать ее. Дона отказывается. Саманта обращается к своему старому знакомому, Тому, чтобы он накопал компромат на Фей Ричардсон. Но ему нужен компромат на Гэвина Эндрюса. Луис и Харви встречаются с бывшим мужем Фэй. Он рассказывает о неэтичных действиях Фей. Сьюзан предлагает Саманте помощь. У Катрины снова начинаются мигрени, Брайен замечает это и помогает выпросить отсрочку у судьи. Чтобы получить компромат на Гэвина, Саманта и Алекс делают так, что его начинает шантажировать племянница, а Саманта берется помочь все уладить. Фей просит Харви не давать ход делу - она пересекла черту лишь раз ради того, чтобы ее дочь не стыдилась отца-преступника. Харви просит вернуть Саманту. Фей отказывается. Катрина делает Сьюзан помощницей. Донна убеждает Харви не сдавать Фей. Саманта нашла своего биологического отца. Харви предлагает Саманте полететь к нему вместе. |            |                                             |                   |                    |                  |                     |
| 131 | 7          | «Scenic Route» «Живописный маршрут»         | Неизвестно        | Неизвестно         | 4 сентября 2019  | 1,07                |
| Харви и Саманта уезжают. Луис сидит в кабинете Харви, когда раздается звонок Теда Такера - очень крупного клиента. Луис выдает себя за Харви сперва в разговоре, а потом на встрече с Тедом. Тед нанимает Луиса-Харви. Но юрист со стороны «Рид Комуникейшен» - Гарольд Гендерсон - знает в лицо и Луиса, и Харви. Оказывается, что в прошлом у Саманты были отношения с Калдером. Саманта встречается с биологическим отцом. Оказывается, что он не бросал ее - он не знал о ее рождении. Гарольд соглашается прикрыть Луиса в обмен на возвращение в фирму. Дона делает копию картины, которую Элиот Стэмпл забрал у Харви, и подменяет картины. Название серии связано с эпизодом, когда Харви сьезжает на живописную старую дорогу, где пробивает колесо. У Саманты много детских воспоминаний о поездке на такой же машине по такой же дороге. |            |                                             |                   |                    |                  |                     |
| 132 | 8          | «Prisoner's Dilemna» «Дилемма заключенного» | Неизвестно        | Неизвестно         | 11 сентября 2019 | 0,97                |
| Малик обвиняет Кэхила в сговоре по делу Майка. Харви становится адвокатом Шона. Луис анализирует предстоящее слияние фирмы Эстер. Она просит ее не допустить слияния. Эстер признается Луису, что Пол Ричмод пытался ее изнасиловать. Выясняется, что Малек вышел на Кевина Миллера. Сперва Харви подозревает Саттера, но оказывается, что тот умер 8 месяцев назад. Он идет к Фростману - они сидели вместе с Саттером. Малек арестовывает Харви и Шона и пытается заставить их сдать друг друга. Шон выбирает в качестве адвоката Фей и та убеждает его сдать Харви. Алекс находит доказательства того, что Малек был в сговоре с Фростманом, и Малека арестовывают за фальсификацию улик в уголовном деле. Фростману за ложь увеличивают срок. Донна сообщает Харви, что его мать умерла. Название серии связано с эпизодом, когда Малек одновременно арестовывает Харви и Шона и убеждает сдать друг друга. |            |                                             |                   |                    |                  |                     |
| 133 | 9          | «Thunder Away» «Прочь гром»                 | Неизвестно        | Неизвестно         | 18 сентября 2019 | 0,96                |
| Майк обращается к Саманте с предложением помочь убрать Фей из фирмы. Они подают на нее иск о незаконном увольнении. Фей обращается к Харви и Луису - если они смогут защитить ее в суде, она обещает уйти. Катрина дает Майку информацию с тренировочного суда, которую он использует против Фей. Когда она признается в этом Фей та ее увольняет. Чтобы выиграть, Харви и Лукасу надо подставить Саманту. Харви не может продолжать борьбу, борясь против друзей после смерти матери. Донна просит Майка помочь Харви. Они идут вместе в бар. После дружеской беседы Харви вручает Майку повестку. Майк в гневе уходит. |            |                                             |                   |                    |                  |                     |
| 134 | 10         | «One Last Con» «Последняя афера»            | Неизвестно        | Неизвестно         | 25 сентября 2019 | 0,86                |
| Харви жестко допрашивает Майка и убеждает судью в том, что у Фей были основания уволить Саманту. Фей требует у Харви дать показания против Саманты. Харви рассказывает Майку о сделке. Майк вызывает в качестве свидетеля Катрину и хочет, чтобы она обвинила Фей в незаконном увольнении. Алекс пытается уговорить Катрину. Луис просит о помощи Гретхен. Когда Майк и Саманта разыгрывают спектакль с нападением на Харви, Гретхен подменяет документ, и Фей подписывает документ о своем уходе. Луис просит доктора Лифшица обвенчать его с Шейлой. Шейла рожает на свадьбе. Харви просит Донну выйти за него прямо на свадьбе Луиса. Харви и Донна уезжают в Сиэтл работать с Майком и Рейчел - это была цена того что Фей оставит фирму. Майк теперь будет начальником Харви. Катрину делают именным партнером. Название серии связано с эпизодом, когда Майк говорит Харви, что им надо убедить Фей в том, что поверят им, а не ей - и это будет их последняя афера. |            |                                             |                   |                    |                  |                     |